# Cormery
Vous lisez un « bon article » labellisé en 2018.
Pour l’article homonyme, voir Antoine Cormery.
Cet article possède des paronymes, voir Colméry et Cormeray.
Cormery (prononcé /kɔʁməʁi/) est une commune française de la vallée de l'Indre située dans le département d'Indre-et-Loire en région Centre-Val de Loire.
Le bourg se crée peu à peu dans les deux derniers siècles du premier millénaire au contact de l'abbaye bénédictine Saint-Paul, fondée en 791 au bord de l'Indre. L'un des artisans de cette fondation monastique est Alcuin, chancelier de Charlemagne. Cormery bénéficie dès lors des privilèges économiques (foires, marchés) accordés à l'abbaye et grandit peu à peu jusqu'à atteindre plus de 1 000 habitants au début du XIXe siècle. Sa population connaît toutefois par la suite une érosion et il faut attendre la seconde moitié du XXe siècle pour que la proximité de Tours permette à la démographie cormerienne de repartir à la hausse. En 2022, la commune compte 1 860 habitants.
Cormery est une commune d'assez petite taille où l'agriculture, même si elle n'a pas totalement disparu, n'est plus depuis longtemps une composante majeure de l'activité locale. Au XXIe siècle, son économie repose sur les secteurs secondaire mais surtout tertiaire et bénéficie de la présence d'une importante zone d'activités, le « Node Park Touraine » qu'elle partage avec sa voisine Tauxigny-Saint-Bauld.
Bien que démembrée à la Révolution française, l'abbaye de Cormery a laissé d'importants vestiges au cœur de la ville ; ils constituent la plus grande part du patrimoine bâti remarquable de la commune et font toujours l'objet d'études et de restaurations. L'église paroissiale et, dans le cimetière, un monument à la fonction controversée (lanterne des morts ou croix hosannière) font partie, comme l'abbaye, des édifices protégés au titre des monuments historiques. Cormery partage avec des communes voisines deux ZNIEFF et deux sites naturels inscrits. Le « macaron de Cormery », dont plusieurs légendes et traditions évoquent l'origine, est la spécialité pâtissière locale.

## Géographie

### Localisation et communes limitrophes
Commune de la vallée de l'Indre, Cormery se trouve à 18,2 km au sud-est de Tours. Elle se situe à l'extrême ouest du canton de Bléré et 13,6 km la séparent de cette ville. Les distances sont exprimées « à vol d'oiseau », de chef-lieu communal à chef-lieu communal. Cormery est rattachée à l'aire urbaine et au bassin d'emploi de Tours, mais à l'unité urbaine et au bassin de vie d'Esvres, commune limitrophe.
| - OpenStreetMap Limite communale de Cormery. - Cormery et ses communes limitrophes.. - Cormery (en rouge) dans le canton de Bléré (en vert). |

|               | Truyes               |         |
| Esvres        | Cormery              | Courçay |
| Saint-Branchs | Tauxigny-Saint-Bauld |         |

### Géologie et relief
- Bourg
- Limites communales

Carte géologique de Cormery,.
Bourg
c4-6S : argiles à silex (Sénonien)
e7 : calcaire lacustre de Touraine (Ludien)
Rm3-p : sables argileux et graviers (Tertiaire)
N : sables éoliens (Quaternaire)
LP : limon des plateaux (Quaternaire)
CF-N : colluvions sablo-limoneuses (Quaternaire)
Fw-x : alluvions fluviatiles anciennes (Quaternaire)
Fy-z : alluvions fluviatiles récentes (Quaternaire)

L'histoire géologique de Cormery, comme celle de la Touraine plus généralement, est marquée par une succession de phases de sédimentation. L'avance marine sur le territoire a déposé le calcaire sénonien et les argiles à silex (c4-6S) issues de sa dégradation, mais ce faciès n'apparaît pas sur la commune. Il est en effet recouvert au Ludien par le calcaire d'origine lacustre de Touraine (e7) caractéristique des sols de la Champeigne tourangelle, souvent meuliérisé. Des poches, dans lesquelles le carbonate de calcium se trouve concentré, ont été exploitées jusqu'à la fin du XXe siècle. Un complexe de sables argileux et de graviers grossiers (Rm-3p) de la fin du Tertiaire recouvre par places cet ensemble, mais la formation affleurante qui domine est constituée de limons éoliens quaternaires, en faible épaisseur (LP). L'Indre et ses ruisseaux affluents ont creusé leur vallée dans cette succession de strates, déposant des alluvions anciennes à mi-hauteur de la vallée actuelle (Fw-x) puis, s'enfonçant un peu plus dans le substrat, des alluvions modernes en fond de vallée (Fy-z). Des colluvions de pente (CF-N) formées d'éléments détritiques, sables ou graviers, descendus du plateau tapissent une grande partie du versant sud de la vallée,.

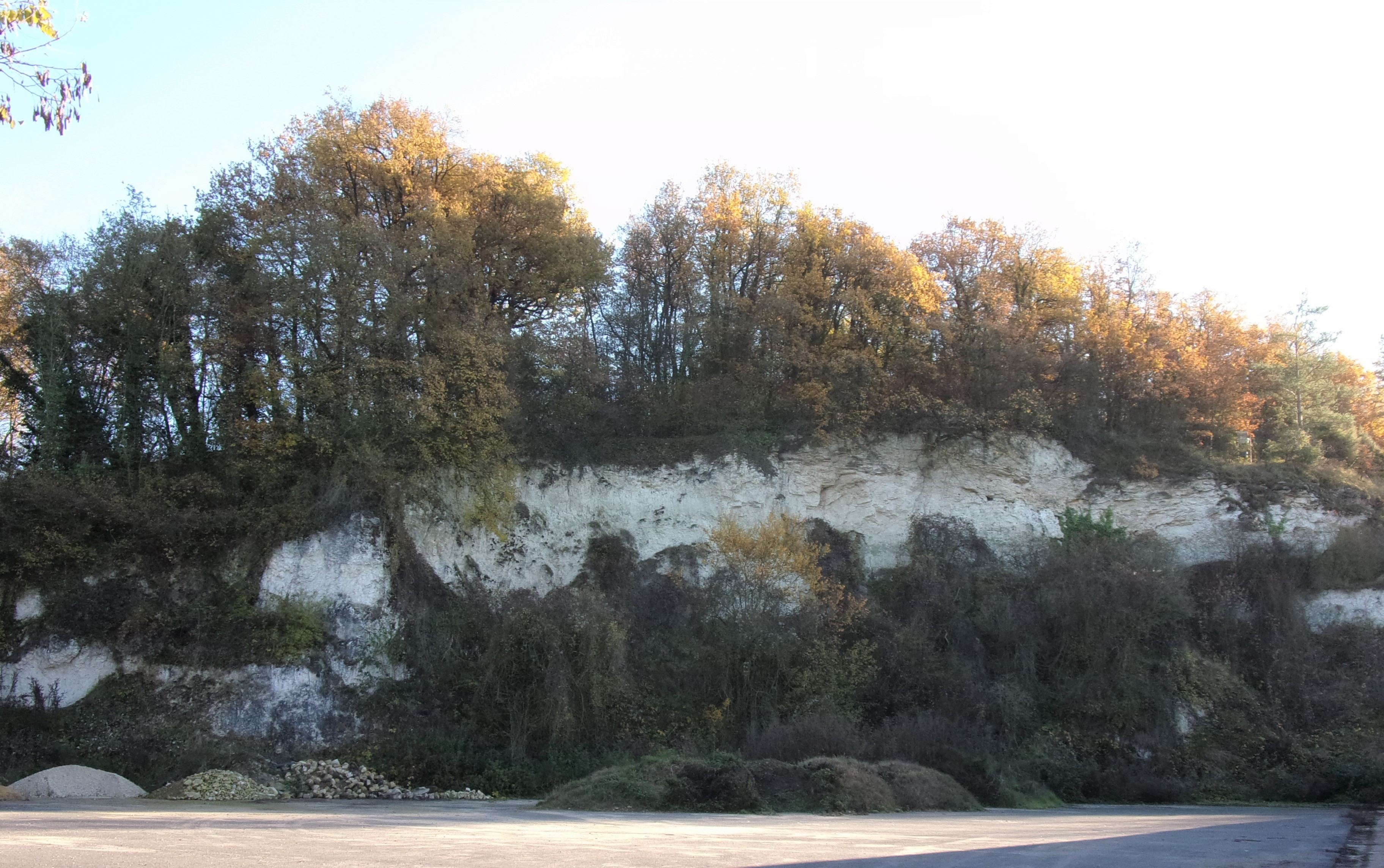
Ancienne carrière de carbonate de calcium.

Le territoire communal de Cormery se développe sur la rive gauche de l'Indre, la rivière servant de limite communale du sud-est au nord-ouest. Sa superficie réduite (607 ha, quand la surface moyenne d'une commune française est de 1 488 ha en 2016) est probablement due au fait que la commune, et avant elle la paroisse, s'est constituée assez tardivement sur les marges des grandes exploitations agricoles du plateau de la Champeigne au sud-ouest. Le procès-verbal de délimitation du territoire communal date de 1819 et aucune modification n'y a été apportée depuis.
La commune est installée pour partie sur le flanc de la rive gauche de l'Indre et dans la vallée de la rivière, une portion importante de son territoire, au sud-est, s'étendant toutefois jusque sur le plateau. Le point le plus bas de la commune, à une altitude de 57 m, se situe dans la vallée de l'Indre, au nord-ouest, en limite de Truyes et d'Esvres, alors que le point culminant à 94 m se trouve sur le plateau, en limite d'Esvres et de Saint-Branchs.

### Hydrographie

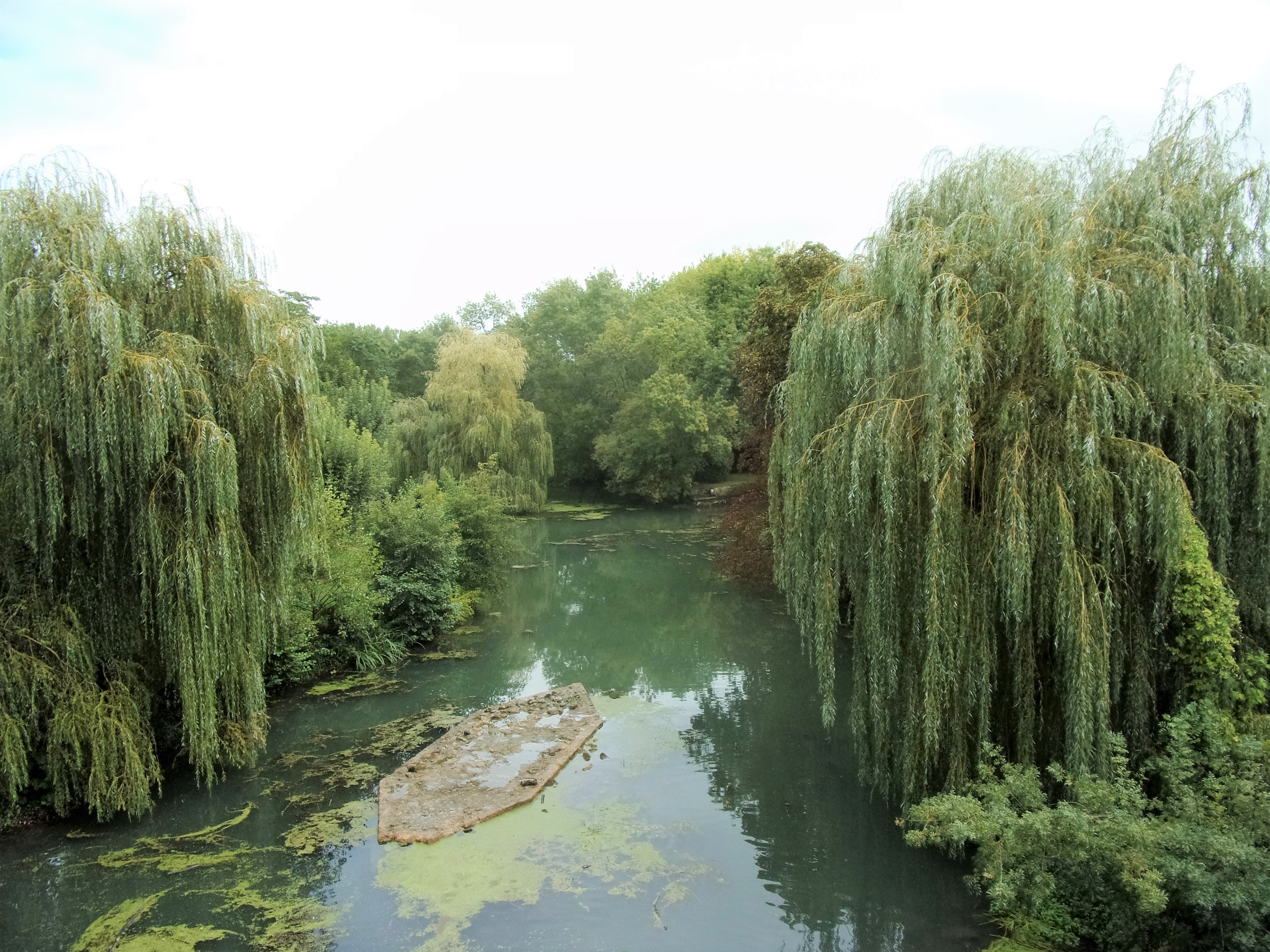
Vue de l'Indre vers l'amont, depuis le pont de Cormery.

Le territoire de la commune est arrosé par la rivière Indre, seul cours d'eau permanent. Elle forme plusieurs bras au niveau du chef-lieu communal et décrit deux courbes successives — vers la gauche puis vers la droite dans le sens du courant —, dessinant un « S » et constitue la limite du territoire, du sud-est au nord-ouest. Le ruisseau temporaire des Riaux sur la rive gauche, qui prend sa source à la limite de Courçay et de Cormery, complète ce réseau hydrographique ; très encaissé à son approche de la vallée, il est aménagé dans sa partie terminale par les moines pour irriguer les jardins et alimenter les viviers de l'abbaye. Des sources karstiques sont drainées par les strates de calcaire lacustre,.
La pente moyenne de la rivière, dans sa traversée de Cormery n'est que de 0,29 m/km, alors qu'elle est d'environ 0,70 m/km sur l'ensemble de son cours. Les crues de l'Indre sont le plus souvent de type inondation de plaine, menaçant les secteurs de Cormery bâtis au plus près du cours d'eau et identifiés comme particulièrement exposés dans le plan local d'urbanisme,.
Une station de mesures du service d'administration nationale des données et référentiels sur l'eau est implantée sur l'Indre à Cormery.
Trois zones humides ont été répertoriées sur la commune par la direction départementale des territoires (DDT) et le conseil départemental d'Indre-et-Loire : « la vallée de l'Indre : de la vallée du Moulin à la Pointe de Farcé », « la vallée de l'Indre : de la Cartonnerie au Faubourg » et « la vallée de l'Indre : de la prairie de la Vacherie aux Prés Germains »,.

### Climat
Pour des articles plus généraux, voir Climat du Centre-Val de Loire et Climat d'Indre-et-Loire.
En 2010, le climat de la commune est de type climat océanique dégradé des plaines du Centre et du Nord, selon une étude du CNRS s'appuyant sur une série de données couvrant la période 1971-2000. En 2020, Météo-France publie une typologie des climats de la France métropolitaine dans laquelle la commune est exposée à un climat océanique altéré et est dans la région climatique Moyenne vallée de la Loire, caractérisée par une bonne insolation (1 850 h/an) et un été peu pluvieux.
Pour la période 1971-2000, la température annuelle moyenne est de 11,2 °C, avec une amplitude thermique annuelle de 14,8 °C. Le cumul annuel moyen de précipitations est de 702 mm, avec 10,3 jours de précipitations en janvier et 6,8 jours en juillet. Pour la période 1991-2020, la température moyenne annuelle observée sur la station météorologique de Météo-France la plus proche, « Reignac », sur la commune de Reignac-sur-Indre à 7 km à vol d'oiseau, est de 12,1 °C et le cumul annuel moyen de précipitations est de 668,5 mm,. Pour l'avenir, les paramètres climatiques de la commune estimés pour 2050 selon différents scénarios d'émission de gaz à effet de serre sont consultables sur un site dédié publié par Météo-France en novembre 2022.

### Milieux naturels et biodiversité

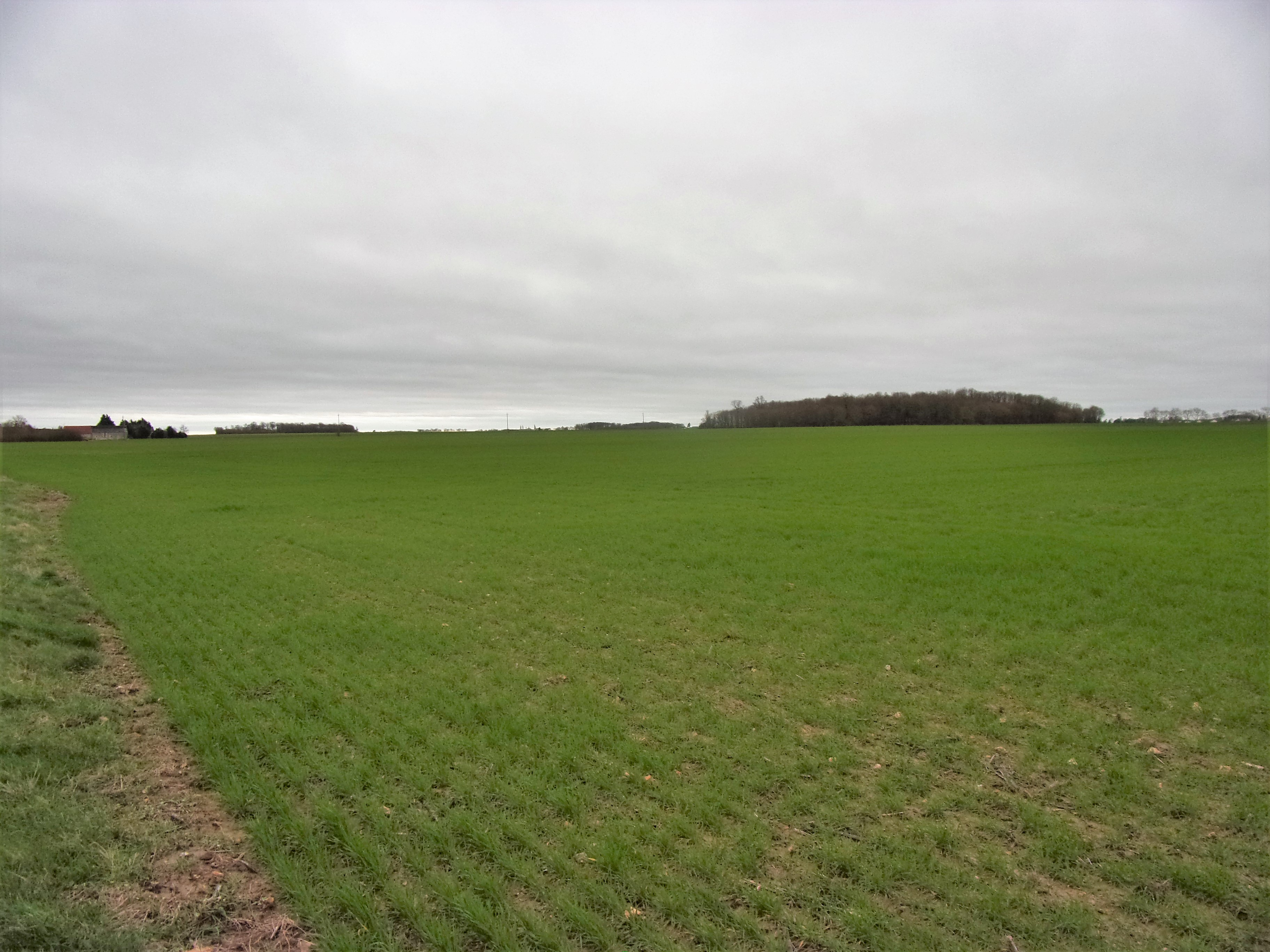
Paysage de Champeigne : plateau de Cormery avec « le Bois Curé » à droite de la photo.

En amont du bourg, l'érosion de l'Indre dans la concavité d'un de ses méandres a entamé le coteau de calcaire lacustre en formant des falaises abruptes avec, comme sur la commune voisine de Courçay, quelques phénomènes de surplomb (rocher de la Pinone). Ce site, qui présentait jusqu'au début du XXe siècle un certain attrait touristique et qui était pourvu d'une petit belvédère, est désormais entièrement envahi par la végétation en raison de l'abandon de la pratique régulière du pastoralisme,. Le plateau, au sud-est, présente les caractéristiques paysagères habituelles de la Champeigne : grands champs aux formes régulières et à vocation céréalière, avec quelques unités boisées aux noms évocateurs : « le Bois Curé », « la Taille des Pères », « la Taille Haute » ; ce type de paysage naturel occupe près de 60 % du territoire communal. La vallée de l'Indre, en amont du bourg, est composée de prairies bordées par des arbustes et des bois le plus souvent naturels, mais qui sont localement dénaturés par l'implantation de peupleraies dont l'entretien n'est pas toujours suivi ; au niveau de l'agglomération et en aval, elle est occupée par des jardins, fréquemment inondés par les crues de la rivière même lorsqu'elles sont faibles.

Carte du patrimoine naturel de Cormery.

Deux secteurs géographiques, aux marges du territoire communal, sont répertoriés au plan européen comme présentant un intérêt en matière de faune et/ou de flore remarquables. La zone naturelle d'intérêt écologique, faunistique et floristique continentale de type I des « prairies et coteaux de l'Indre au moulin de Vontes » se développe en majorité sur les communes d'Esvres et de Truyes, mais elle intéresse également la pointe nord-ouest du finage cormerien. Elle est remarquable par la diversité de ses habitats, prairies à flore des lieux humides comme le Pigamon jaune (Thalictrum flavum), grottes à chiropères comme le Grand Rhinolophe (Rhinolophus ferrumequinum), pelouses sèches à orchidées comme la Limodore à feuilles avortées (Limodorum abortivum).
Depuis 2006, Cormery est intégrée pour la partie de son territoire située au sud-ouest de la D 943 — ce qui ne représente qu'une faible superficie communale —, au réseau Natura 2000. La zone de protection spéciale (ZPS) ainsi constituée, dite « site Natura 2000 Champeigne », vise à la préservation des espèces d'oiseaux rencontrées dans son périmètre, dont l'Outarde canepetière (Tetrax tetrax) est la plus emblématique, grâce à des mesures agroenvironnementales appropriées imposées aux parcelles de culture concernées en application de la directive oiseaux du 30 novembre 2009 édictée par l'Union européenne.
En outre, deux sites de Cormery sont inscrits dans le cadre de la loi du 2 mai 1930 : « l'Indre aux ponts de Cormery » (1943) et le « Rocher de la Pinone, l'Indre, ses rives et l'île » (1942). Pour ce dernier site, l'environnement des falaises karstiques de la rive gauche de l'Indre, en amont du bourg, est favorable à l'installation de certaines espèces botaniques plus couramment rencontrées en régions montagneuses, comme l'Hutchinsie des rochers (Hornungia petraea).

Patrimoine naturel de Cormery (sélection)
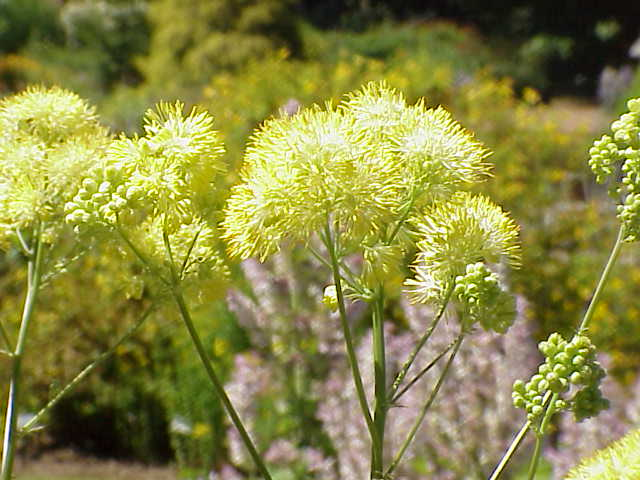
Pigamon jaune.
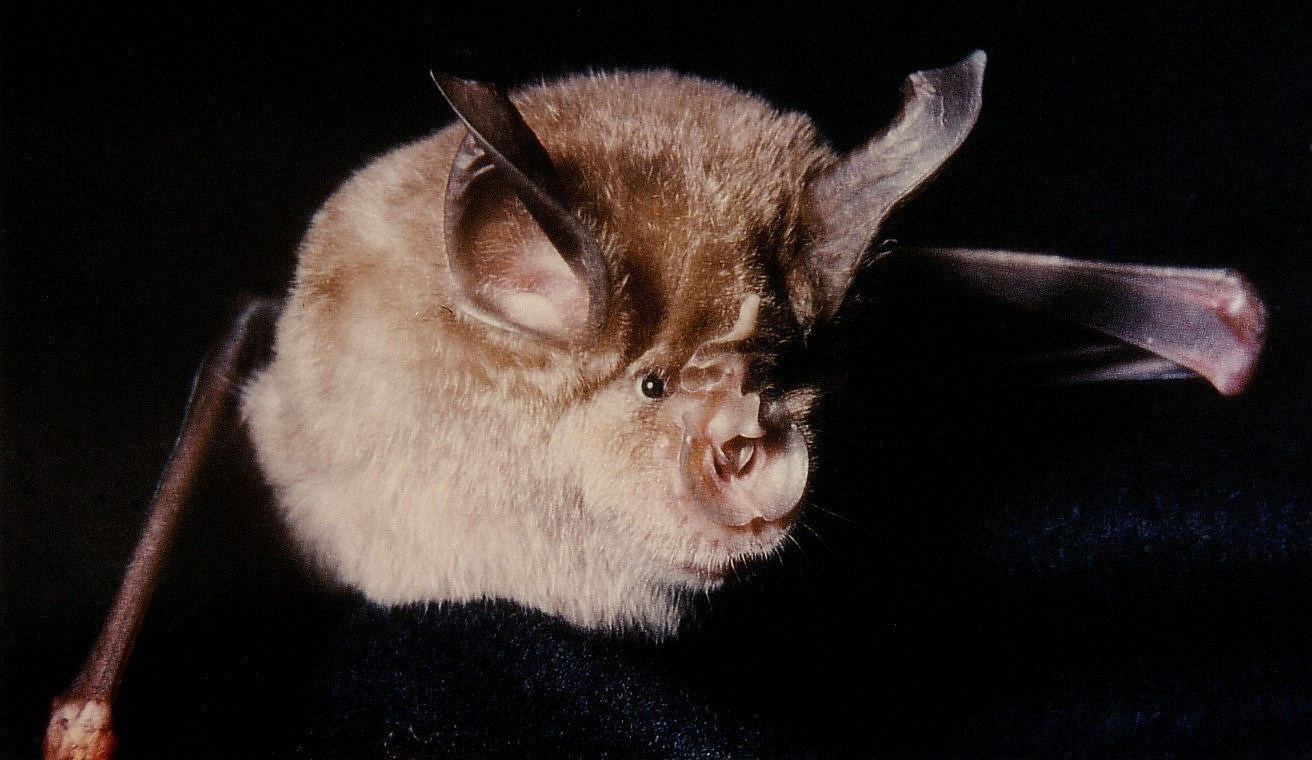
Grand Rhinolophe.
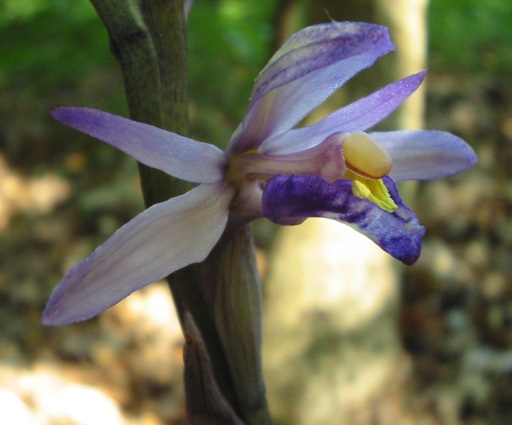
Fleur de Limodore à feuilles avortées.
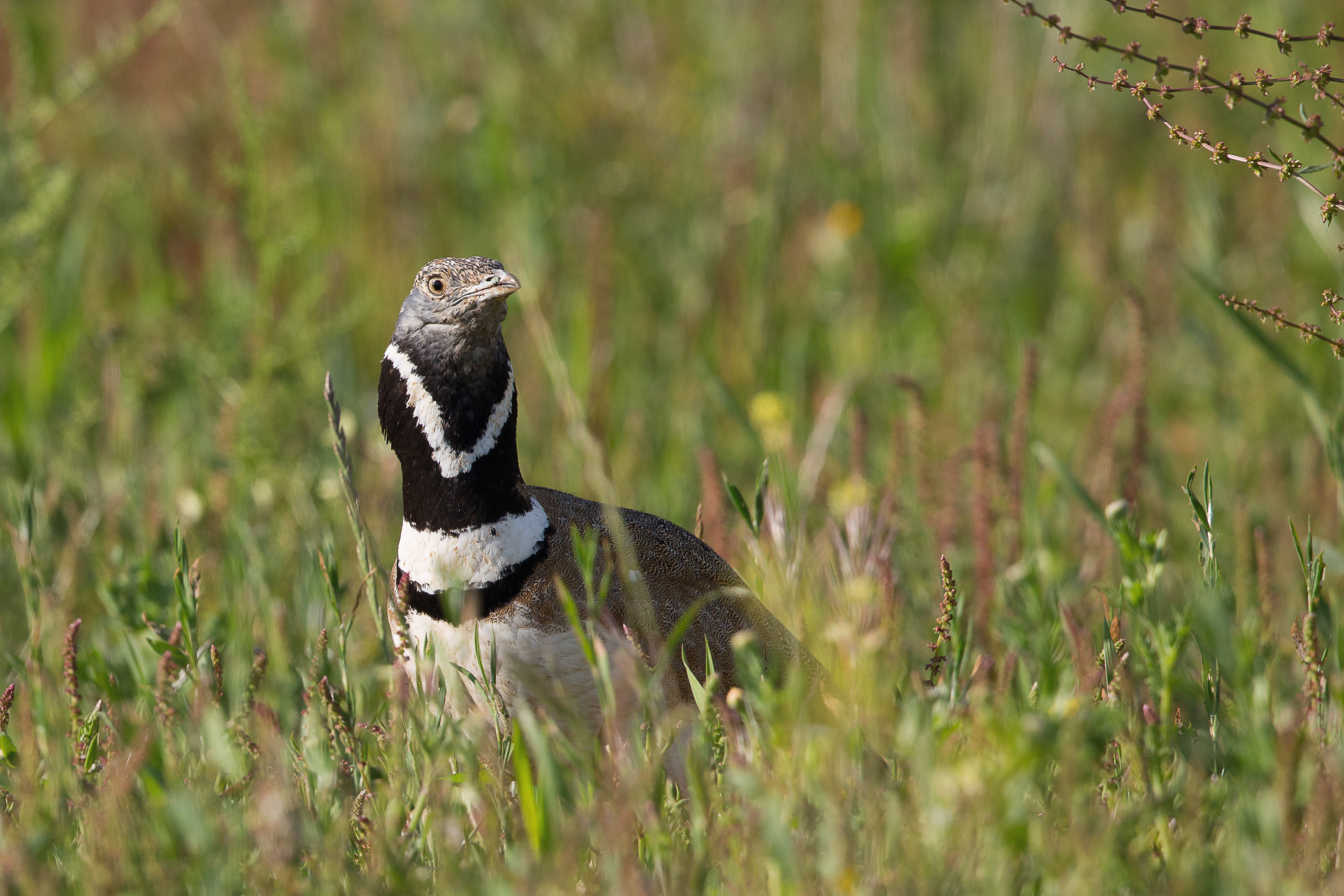
Outarde canepetière.
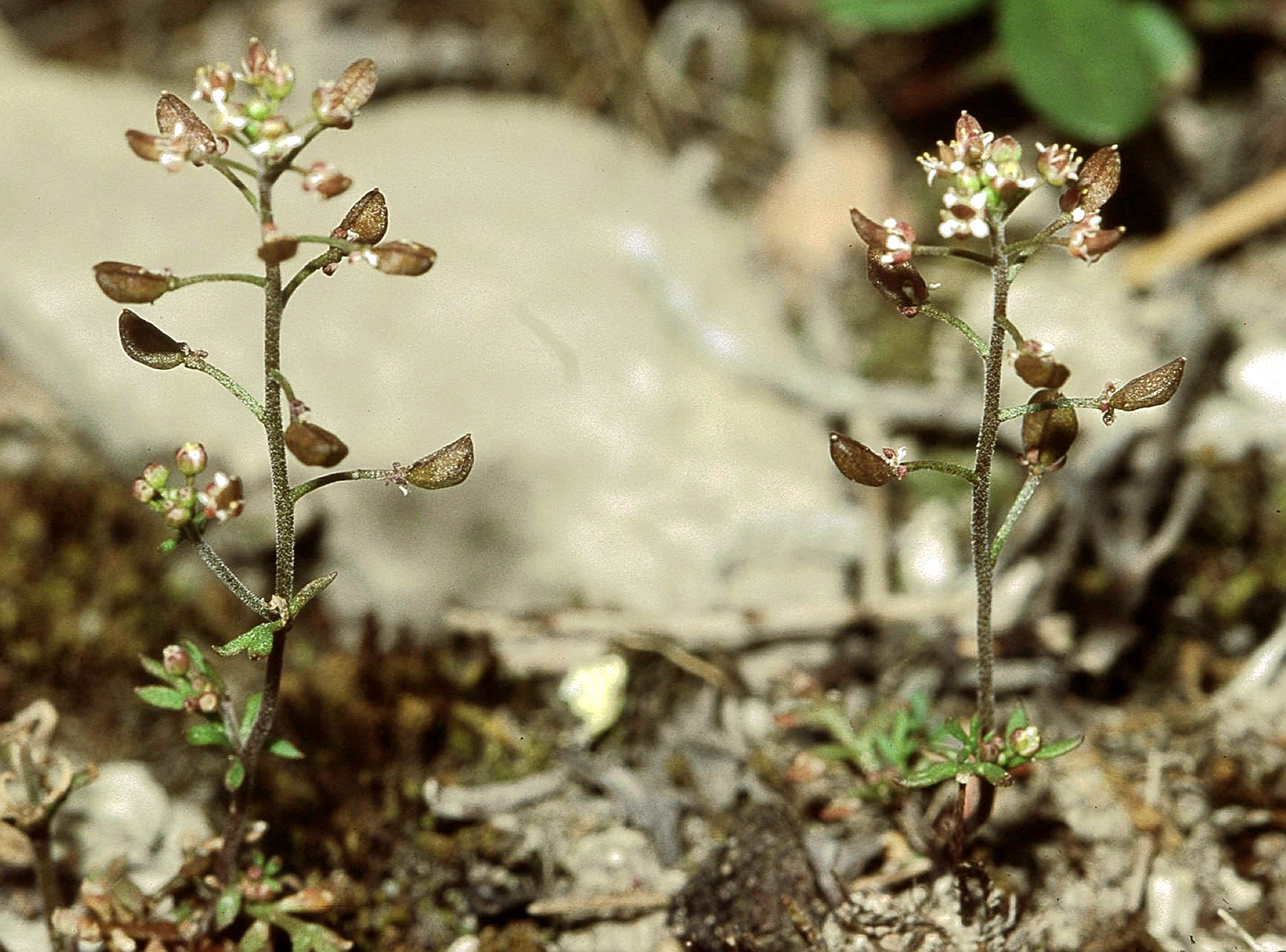
Hutchinsie des rochers.

## Urbanisme

### Typologie
Au 1er janvier 2024, Cormery est catégorisée bourg rural, selon la nouvelle grille communale de densité à sept niveaux définie par l'Insee en 2022.
Elle appartient à l'unité urbaine de Truyes, une agglomération intra-départementale regroupant deux  communes, dont elle est une commune de la banlieue,,. Par ailleurs la commune fait partie de l'aire d'attraction de Tours, dont elle est une commune de la couronne,. Cette aire, qui regroupe 162 communes, est catégorisée dans les aires de 200 000 à moins de 700 000 habitants,.

### Occupation des sols
L'occupation des sols de la commune, telle qu'elle ressort de la base de données européenne d’occupation biophysique des sols Corine Land Cover (CLC), est marquée par l'importance des territoires agricoles (62,2 % en 2018), en diminution par rapport à 1990 (67,8 %). La répartition détaillée en 2018 est la suivante : 
terres arables (54,2 %), forêts (21 %), zones urbanisées (14,8 %), zones agricoles hétérogènes (6,5 %), zones industrielles ou commerciales et réseaux de communication (2 %), prairies (1,6 %). L'évolution de l’occupation des sols de la commune et de ses infrastructures peut être observée sur les différentes représentations cartographiques du territoire : la carte de Cassini (XVIIIe siècle), la carte d'état-major (1820-1866) et les cartes ou photos aériennes de l'IGN pour la période actuelle (1950 à aujourd'hui).

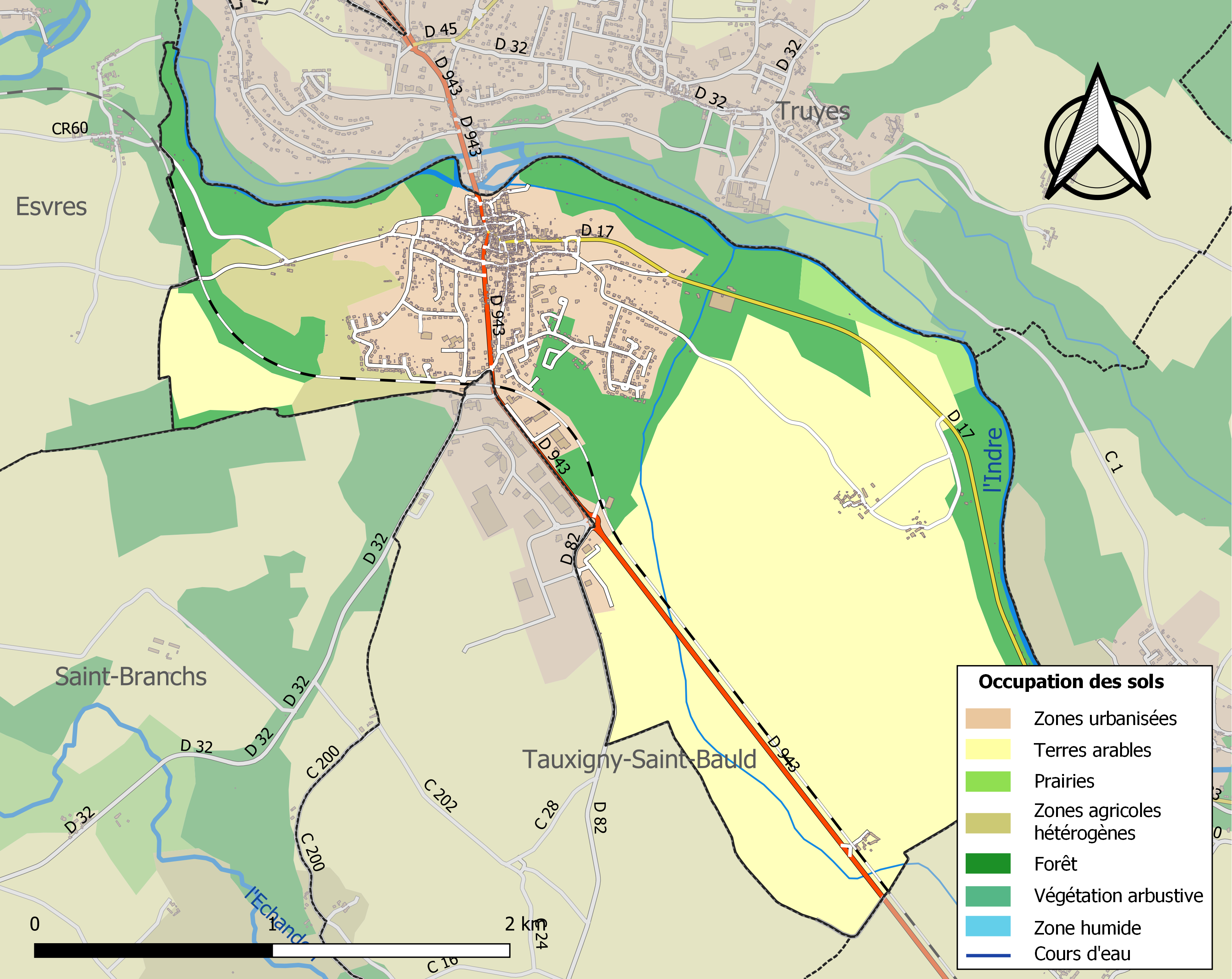
Carte des infrastructures et de l'occupation des sols de la commune en 2018 (CLC).

### Logement
Le tableau ci-dessous présente une comparaison de quelques indicateurs chiffrés du logement pour Cormery et l'ensemble de l'Indre-et-Loire en 2014,.
|                                                        | Cormery | Indre-et-Loire |
| ------------------------------------------------------ | ------- | -------------- |
| Parc immobilier total (en nombre d'habitations)        | 782     | 273 348        |
| Part des résidences principales (en %)                 | 91,9    | 87,7           |
| Part des logements vacants (en %)                      | 6,5     | 7,9            |
| Part des ménages propriétaires de leur logement (en %) | 72,3    | 59,1           |

Cormery ne compte que très peu de résidences secondaires ou occasionnelles (1,6 % du parc total). Le taux de logements vacants est plus faible que dans l'ensemble du département, mais il s'est accru sur les cinq dernières années, passant de 4,3 à 6,5 % du parc. Les ménages sont, pour près de 75 % d'entre eux, propriétaires de leur résidence principale. Entre 1971 et 2012, le parc s'est accru de 371 nouvelles résidences principales (les appartements ne constituent qu'une faible part du total) : il a plus que doublé sur cette période.

### Morphologie urbaine

Évolution de l'urbanisation constatée depuis 1950 et envisagée.

La création d'un noyau urbain à Cormery n'est pas antérieure à la fondation de l'abbaye en 791. Il est même probable que les habitants laïcs ne viennent bâtir des maisons au plus près de l'abbaye qu'après 845, date à laquelle des privilèges commerciaux sont accordés aux moines, faisant de Cormery un site économiquement intéressant pour ceux qui y vivent,. Limitée au nord par l'Indre et les prairies inondables qui la borde, la zone urbanisée se développe vers le sud au flanc du coteau qu'elle colonise progressivement au fil des siècles. Ce phénomène s'amplifie à partir de 1766, lorsque la route du Berry vers Châteauroux est percée. Différentes unités ou zones, discernables dans le paysage urbain, portent témoignage de ces phases de développement. L'ancien enclos monastique mêle constructions et espaces libres hérités des jardins de l'abbaye. Le bourg médiéval qui enveloppe l'enclos à l'ouest et au sud, à l'habitat très concentré, se caractérise par un nombre important de rues étroites et de petites places. L'aménagement du mail à l'emplacement de l'ancien champ de foire, à l'est du bourg médiéval le long de la rue de Montrésor, dessine un espace libre de grandes dimensions ; cette terrasse plantée d'arbres est limitée à l'est par la mairie, ancienne école de garçons construite en 1840. La rectification de l'itinéraire de la route du Berry au XIXe siècle dans la ville se constitue aux dépens du bourg médiéval. Les faubourgs, au caractère semi-rural, font alterner habitations parfois troglodytiques (rue des Caves) et grands jardins.

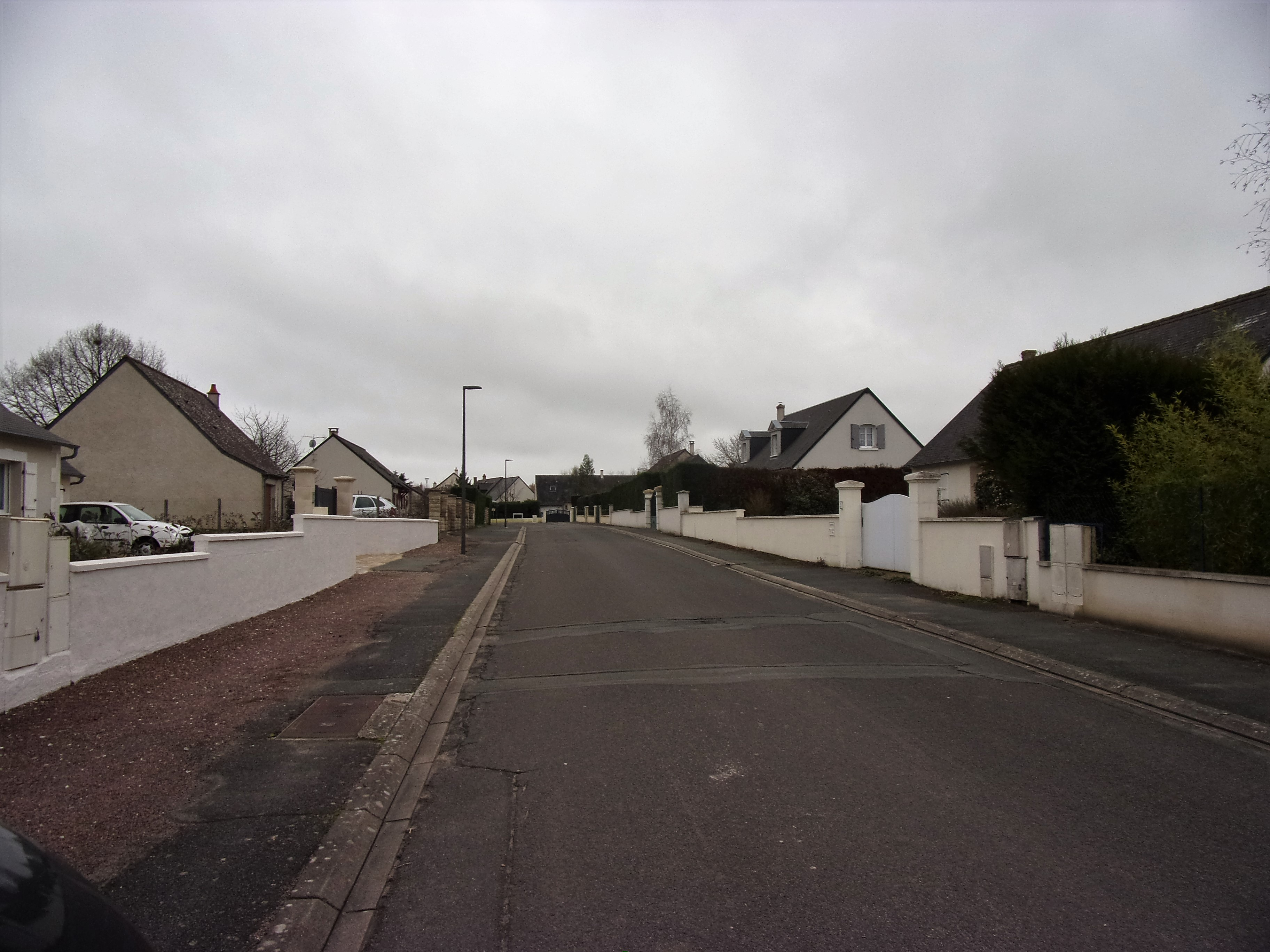
Lotissement du Champ-Rigault (vue partielle).

À partir de 1950 et plus encore de 1970, un nouveau type de construction apparaît : le lotissement. C'est ainsi que se construisent les secteurs de la Varenne au sud-ouest et du Champ-Rigault au sud-est du bourg historique, ce dernier lotissement étant borné sur son flanc est par le vallon du ruisseau des Riaux. Au sud, toutefois, les constructions à caractère résidentiel n'ont jamais franchi la voie de chemin de fer Tours-Loches. Le plan local d'urbanisme (PLU) de Cormery interdit d'ailleurs, depuis 2006, la construction de bâtiments à destination d'habitat dans toute cette partie du territoire communal qui est classée comme agricole, naturelle, forestière, ou destinée à accueillir des activités industrielles, commerciales ou de services. Le PLU délimite également les zones dans lesquelles des constructions à vocation d'habitat peuvent s'implanter ; ces zones sont, soit strictement réservées à l'habitat, soit « mixtes » (habitat et activités). Elles n'agrandissent pas le périmètre urbain, mais s'insèrent entre des îlots déjà construits.
En raison de l'exiguïté relative du territoire communal, les hameaux ruraux sont peu nombreux : les Hauts-Quarts et les Bas-Quarts ainsi que la Closerie, situés tous trois aux franges sud-est du finage, ainsi que la Maison Brûlée, à l'ouest, dans la vallée de l'Indre.

### Risques naturels

Niveau de la crue de 1770.

La commune, et plus spécialement la partie la plus ancienne de son bourg, est exposée aux risques de crue de l'Indre ; le plan de prévention du risque inondation pour le val de l'Indre adopté en 2005 s'applique donc à Cormery. La configuration particulière de la vallée, resserrée en amont du bourg vers Courçay, mais qui s'élargit ensuite au niveau du territoire communal pour se resserrer à nouveau au niveau du pont reliant Cormery à Truyes, en est responsable. En cas de crue de l'Indre, les eaux s'accumulent en amont mais, lorsqu'elles franchissent le défilé naturel de Courçay, elles envahissent tout le lit majeur de la rivière avant d'être à nouveau ralenties à la hauteur du pont de Cormery ; de leur côté, les eaux pluviales issues du plateau s'écoulent directement par ruissellement dans la vallée. Sous ces deux effets conjugués, la hauteur de submersion dans la partie basse de la ville peut atteindre 4,20 m, niveau estimé de la crue de novembre 1770, la plus forte jamais enregistrée.
Le plateau de la partie sud du territoire communal est exposé à un aléa « élevé » ou, très localement, « moyen », face à un risque lié au retrait-gonflement des argiles. Dans la vallée de l'Indre, cet aléa est considéré comme « faible ». Ce risque, lié à la nature argilo-siliceuse des sols, expose les fondations des bâtiments à une fragilisation après des périodes de sécheresse prolongée.
Cormery est soumise à un risque sismique faible (niveau 2 sur une échelle de 1 à 5). Pour autant, deux séismes sont mentionnés dans les chroniques cormeriennes,, le 11 septembre 1749 (intensité V ou VI, épicentre en limite du Poitou et de la Touraine) et le 13 septembre 1855 (intensité V, épicentre en Touraine).

### Aménagements prévus
Le conseil départemental d'Indre-et-Loire présente en 2017 plusieurs projets d'aménagement et sécurisation de la D 943 entre le bourg de Cormery et Loches. Le choix définitif interviendra en 2018 pour une mise en service en 2020. Les routes transversales du centre-bourg appliquent le strict principe de priorité à droite, sans prise en compte des fréquences de passage.

### Voies de communication et transport

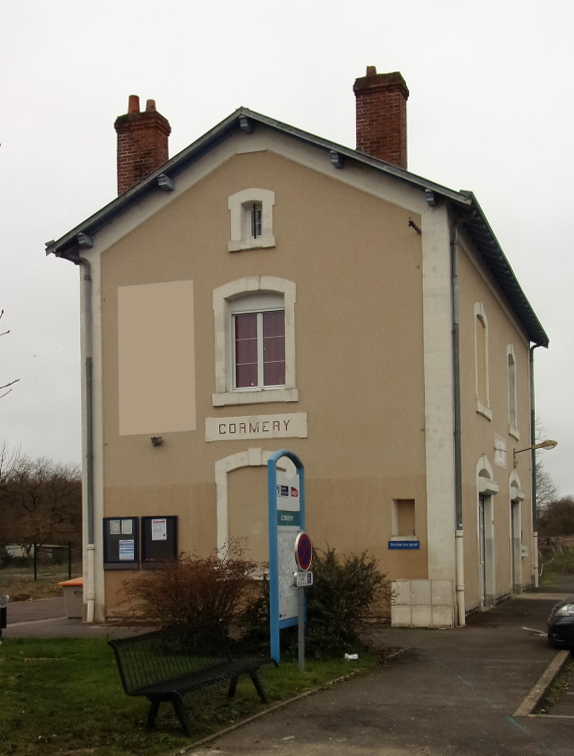
Gare SNCF.

#### Réseau routier et autoroutier
La D 943, ancienne N 143 déclassée, route royale du Berry percée dans le dernier quart du XVIIIe siècle, relie Chambray-lès-Tours à Riom, traverse Cormery du nord au sud en passant par le chef-lieu communal ; c'est la rue Nationale. Elle permet aux Cormeriens d'accéder directement à Tours au nord et à Loches au sud. La D 17 longe l'Indre sur sa rive gauche d'Azay-le-Rideau à Chambourg-sur-Indre ; elle porte le nom de rue de Montrésor dans sa traversée du bourg de Cormery.
L'accès no 10 à l'autoroute A 85 (Angers-Vierzon) se trouve à un peu plus de 5 km au nord de Cormery sur la D 943.

#### Réseau ferroviaire
La gare de Cormery se trouve sur la ligne TER qui, de Tours à Loches, propose des dessertes entre ces deux villes, soit par train, soit par autocar.

#### Itinéraires touristiques
L'« Indre à vélo » est un itinéraire touristique permettant aux cyclistes de découvrir le patrimoine des communes qui bordent la rivière, de Jeu-les-Bois à Azay-le-Rideau. Il emprunte notamment la route qui longe la rive droite de l'Indre depuis Courçay, traverse la rivière à Cormery pour poursuivre en aval sur la rive gauche.
Le « sentier de grande randonnée 46 » qui relie Toulouse à Tours parcourt notamment la vallée de l'Indre. Entre Courçay et Cormery, il emprunte la rive droite de la rivière, qu'il franchit sur le pont de Cormery après avoir traversé le faubourg de Truyes pour continuer, sur la rive gauche, vers Esvres.

## Toponymie et hydronymie

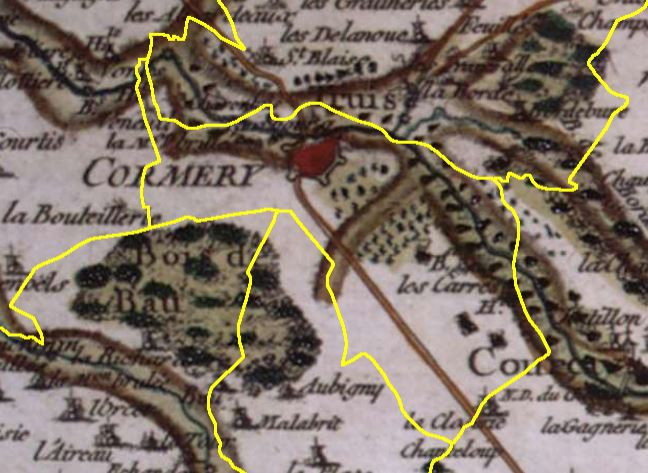
Cormery sur la carte de Cassini en 1764. Les limites communales modernes figurent en jaune.

| Onomastique partielle du toponyme Cormery, : - Cormaricus : 791, cartulaire de Cormery ; - Cormarius : 843, acte de Charles II le Chauve ; - Cormaricensis ecclesia : 944, charte de l'abbaye Saint-Julien ; - Sancti Pauli de Cormeriaco : 1139, cartulaire de Cormery ; - villa Cormaricense : 1165, cartulaire de l'abbaye Saint-Julien ; - Sainct-Pol de Cormery : 1372, cartulaire de Cormery ; - Cormery : 1764, carte de Cassini. |

L'origine du nom de Cormery (Cormaricus en 791) n'est pas connue avec certitude. Si le recours au suffixe -acum ou -acus, qui indique une localisation ou une propriété et qui évolue souvent en -y dans l'ensemble du domaine d'oïl, est assez généralement admis, il n'en est pas de même pour le radical Cormar- ; trois hypothèses au moins sont avancées. Albert Dauzat et Charles Rostaing pensent que Cormery aurait pu être, à l'origine, le « lieu du cormier » en référence à un arbre remarquable situé à l'emplacement de monastère primitif — d'anciennes armes parlantes de la paroisse (de sable à un cormier d'or) illustrent d'ailleurs cette proposition. Selon Ernest Nègre, *Curmeriacum serait le domaine de Curmerus, anthroponyme d'origine germanique. Annick Chupin, pour sa part, évoque un autre nom germanique, celui de Cormaricus, tout en reconnaissant la fragilité de son hypothèse.
Certains auteurs anciens rapportent une tradition voulant qu'Ithier soit venu se retirer en pénitence en ce lieu, le « cœur marri » (cor moerens). Jean-Jacques Bourassé, qui publie en 1861 une histoire de l'abbaye de Cormery ainsi que le cartulaire de l'abbaye, écarte cette possibilité, tout comme les linguistes modernes.
Dès le XIVe siècle, le toponyme est francisé sous le nom de « Cormery » et n'évolue plus ultérieurement.
« Les Quarts » (Hauts et Bas) pourraient devoir leur nom de la numérotation (quartum, « quatrième ») d'une borne milliaire implantée sur une voie antique passant non loin de là. « La Closerie » est, à l'origine, un nom commun qui désigne une exploitation agricole de petites dimensions, peut-être plantée en vignes par le passé, mais aussi l'enclos qui la délimite alors. Bien que cela ne soit pas attesté dans le cas de Cormery, la plupart des lieux-dits appelés « la Maison Brûlée » tirent leur nom d'un ancien bâtiment incendié. À l'écart du bourg médiéval, vers l'ouest, « le Sanitas » (santé, en latin), simple lieu-dit dépourvu de constructions, perpétue le souvenir d'un hospice dépendant de l'abbaye. Il accueillait au Moyen Âge les malades, mais aussi les pèlerins et les voyageurs, et il était doté, à une époque non précisée, d'une chapelle dédiée à saint Pierre.
La dénomination « ruisseau des Riaux » constitue une tautologie, un « riau », dérivé du latin rivus, désignant un ruisseau.

## Histoire

### De la Préhistoire à l'Antiquité

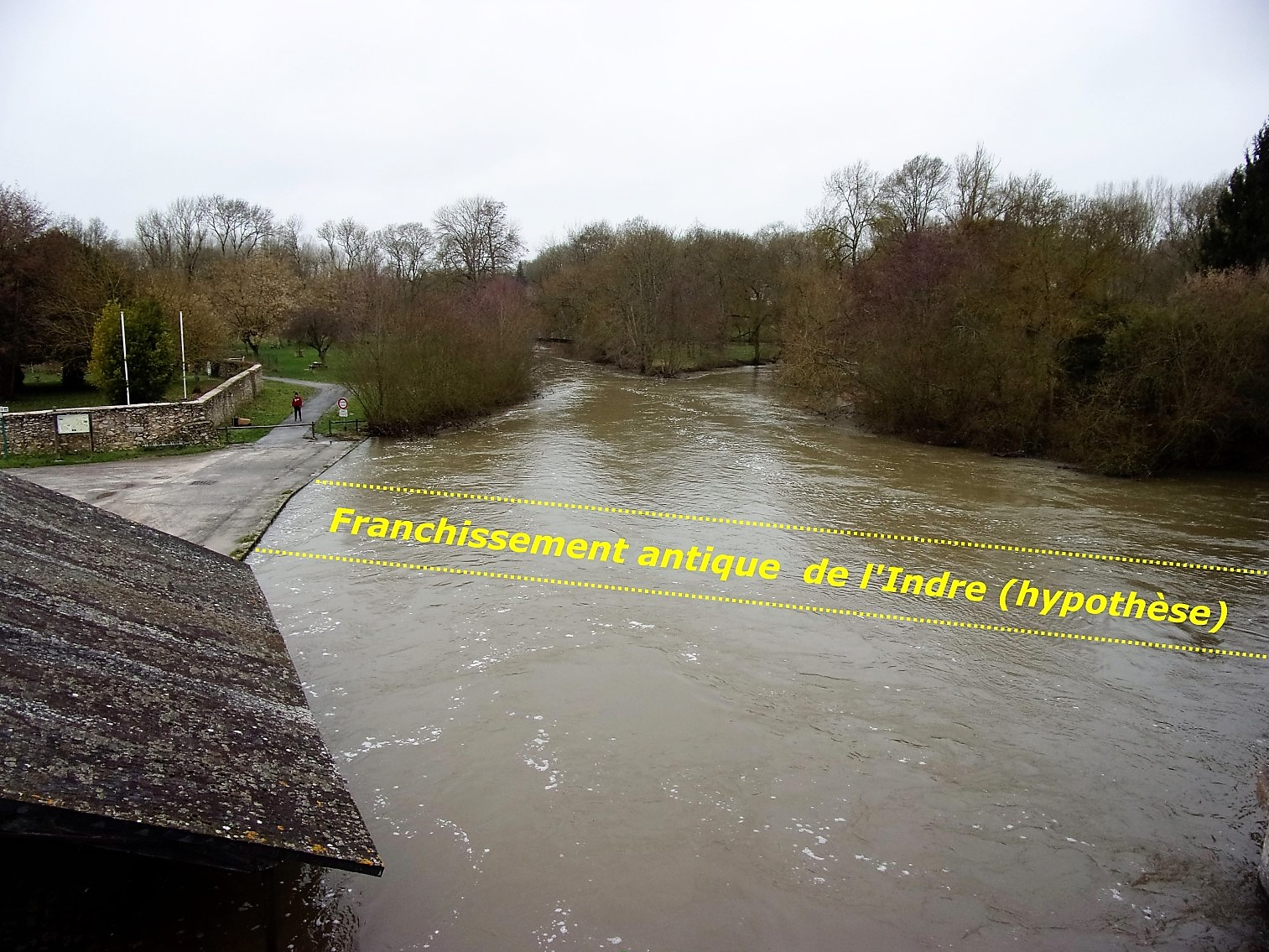
Hypothèse de franchissement antique de l'Indre.

L'histoire de Cormery avant le Moyen Âge est assez mal documentée.
De rares vestiges d'occupation néolithique sont retrouvés dans les années 1930 au lieu-dit « le Chesneau », sur la rive gauche de l'Indre à l'est du cimetière ; il s'agit d'un petit atelier de polissage de la pierre,.
Les vestiges protohistoriques, difficiles à dater, se rencontrent surtout sur le plateau au sud de l’Indre. Ce sont principalement des traces d'enceintes et de bâtiments, peut-être gaulois, révélés par la prospection aérienne. C'est ainsi que deux enceintes dont l'une, rectangulaire, est limitée sur un de ses côtés par une construction non identifiée, sont mises en évidence en 1976 ; une troisième est découverte en 1978.
Dans l'Antiquité, une voie relie Caesarodunum (Tours) à Argentomagus (Saint-Marcel, dans l'Indre). Elle longe l'Indre sur sa rive droite et passe à Evena (Esvres) puis Truyes. Un chemin secondaire s'y embranche, traverse l'Indre (pont ou gué) peut-être en aval du pont moderne et du lavoir puis rejoint Loches par la rive sud. À ce niveau passe également l'un des itinéraires d'Amboise à Poitiers. Ces voies sont identifiées par leur survivance dans le réseau routier moderne qui reprend ponctuellement leur tracé, ou mises en évidence par prospection aérienne,. Aucun indice d'habitat pouvant être attribué avec certitude à cette époque n'est retrouvé sur le territoire communal.

### Moyen Âge

#### Naissance et développement du bourg
À partir de la fin du VIIIe siècle et jusqu'à la Révolution française, l'histoire de Cormery est intimement liée à celle de son abbaye. En 791, un établissement religieux est fondé par Ithier, abbé de Saint-Martin de Tours et chancelier de Charlemagne. Il vient y faire retraite avec quelques moines. Ce n'est alors qu'un modeste prieuré appelé la « celle Saint-Paul ». Alcuin qui succède à Ithier donne à Cormery un véritable essor spirituel et, sur le plan matériel, transforme le prieuré en abbaye importante en le dotant d'importants domaines. Il s'agit de rendre ce lieu de recueillement et de prière plus respectueux de la règle de saint Benoît. Cela permet à son successeur, Frédegis, de réaliser de grands travaux. Dès le VIIIe siècle également, les moines édifient un moulin sur l'Indre, mais sa localisation exacte n'est pas connue. Autour de l'abbaye se construisent de nombreuses habitations et un bourg se forme qui devient un centre commercial important : depuis 845 un marché s'y tient chaque jeudi, sur l'autorisation de l'abbé Audacher qui a succédé à Frédegis et deux foires annuelles ont lieu, les 25 janvier et le 29 juin, à l'occasion de la Saint-Paul.
En 853, les Normands remontent la Loire et menacent Tours. Les moines de Saint-Martin mettent, dans un premier temps, les reliques de leur saint en sûreté à Cormery mais quittent l'abbaye peu après. Faute de pouvoir s'emparer des reliques qui ne sont déjà plus à Cormery lorsqu'ils y parviennent, les Normands saccagent en représailles l'abbaye et le bourg, mais les textes n'apportent pas de précision sur l'ampleur de ces dégâts.

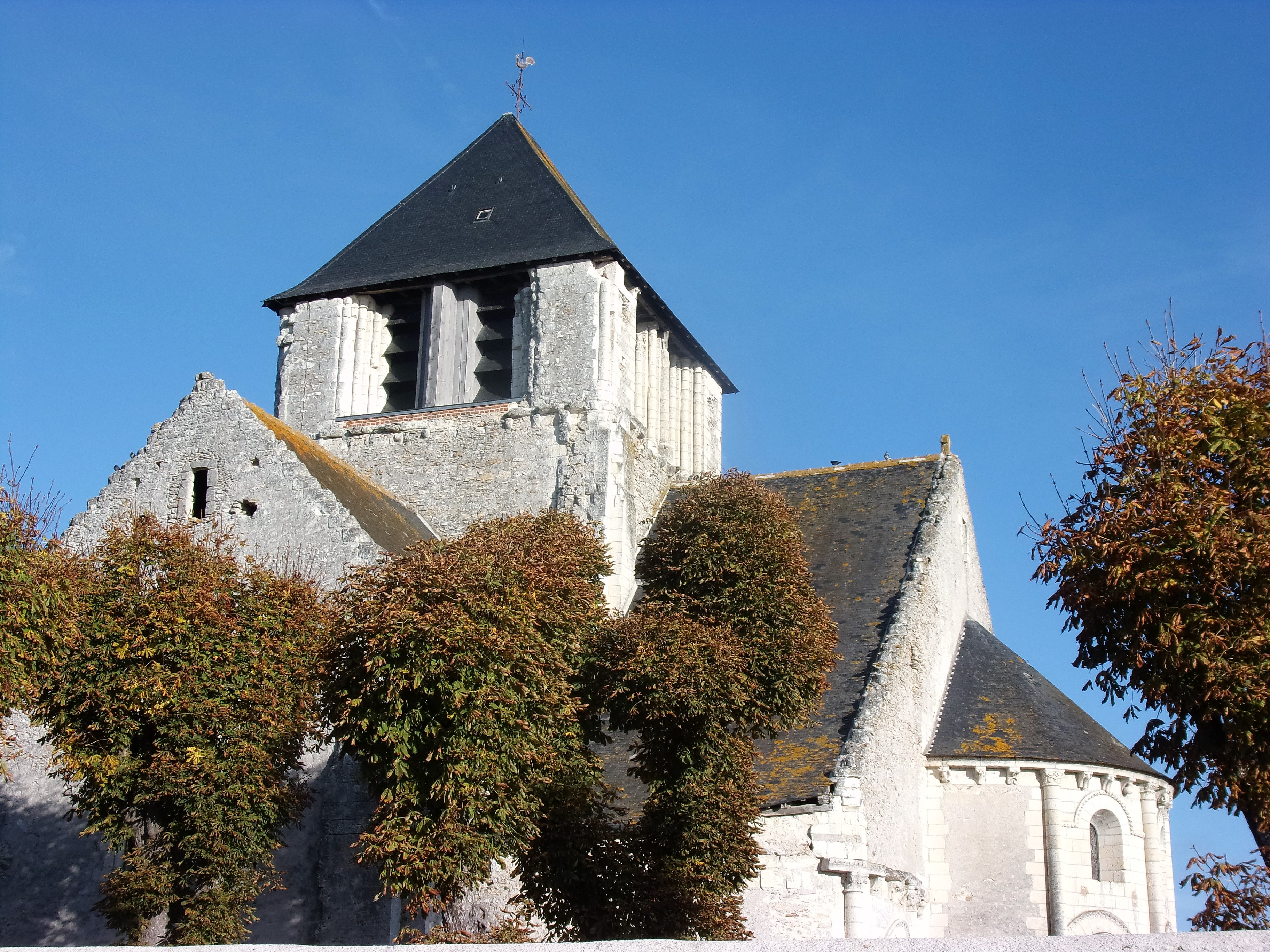
Clocher de l'église Notre-Dame-de-Fougeray.

Vers 994, Foulques Nerra construit, sans autorisation, la forteresse de Montbazon sur des terres appartenant à l'abbaye Saint-Paul. L'arbitraire du procédé choque ses moines, en même temps que le château et son belliqueux propriétaire constituent une menace pour la sécurité de Cormery. Au terme d'une difficile négociation sanctionnée par une charte du roi Robert II le Pieux, l'abbaye abandonne toute prétention sur le terrain disputé ; en contrepartie, Foulques Nerra s'abstient de toute autre opération aux dépens de l'abbaye,. Probablement dès la fin du premier millénaire, le fief de Cormery, situation peu courante, ne dépend d'aucune seigneurie ; seul l'abbé de Saint-Paul en exerce l'autorité administrative comme judiciaire.
Les bâtiments de l'abbaye sont en ruine au début du XIe siècle et une nouvelle abbatiale est consacrée en 1054. Au XIIe siècle, l'église Notre-Dame-de-Fougeray est construite en dehors de l'enclos monastique ; elle est destinée plus spécifiquement aux habitants de Cormery, les moines se réservant l'usage de l'abbatiale. Elle s'accompagne au sud d'un cimetière dont l'emprise dépasse alors son périmètre moderne,. Le « bourg » de Cormery est cité pour la première fois en 1120 à propos d'un différend de droit coutumier qui l'oppose à l'abbaye. Une enceinte protégeant ce bourg, distincte de celle de l'enclos monastique, est attestée en 1271 mais l'acte qui la mentionne ne fournit aucun détail sur son tracé.

#### Épreuves de la guerre de Cent Ans
Si le début du XIVe siècle semble être une période de prospérité pour l'abbaye et de calme pour le bourg, la guerre de Cent Ans a de graves conséquences sur Cormery. En 1358 notamment, la ville est prise par une bande de mercenaires conduits par Basquin du Poncet, un Français se réclamant du parti des Anglais. Certains habitants sont massacrés, d'autres déportés à La Roche-Posay d'où les mercenaires sont arrivés, d'autres encore pourchassés jusque dans l'église abbatiale où ils se sont réfugiés. Cette troupe finit par installer son quartier général dans l'abbaye qu'elle saccage et où elle reste un an, ne quittant les lieux que contre le paiement par les moines d'une forte rançon. En 1412 les Anglais menacent Cormery après avoir pillé l'abbaye de Beaulieu-lès-Loches ; les moines de Cormery proposent alors d'acheter leur sécurité et celle de la ville, négociée auprès de Thomas Beaufort. Malgré tout, l'abbaye de Cormery est sur le point d'être assiégée quand elle est délivrée par Jean IV de Bueil. En 1443, les habitants entreprennent la construction d'une nouvelle enceinte flanquée de tours et doublée de fossés destinée à protéger la ville. Elle s'appuie du sud à l'ouest sur l'enclos monastique dont les défenses sont elles aussi améliorées. Il n'est pas possible, au regard des sources disponibles, de préciser si elle reprend en tout ou partie le tracé de la muraille du XIIIe siècle.

Les enceintes médiévales de Cormery.
Tracé des enceintes médiévales[A 13].
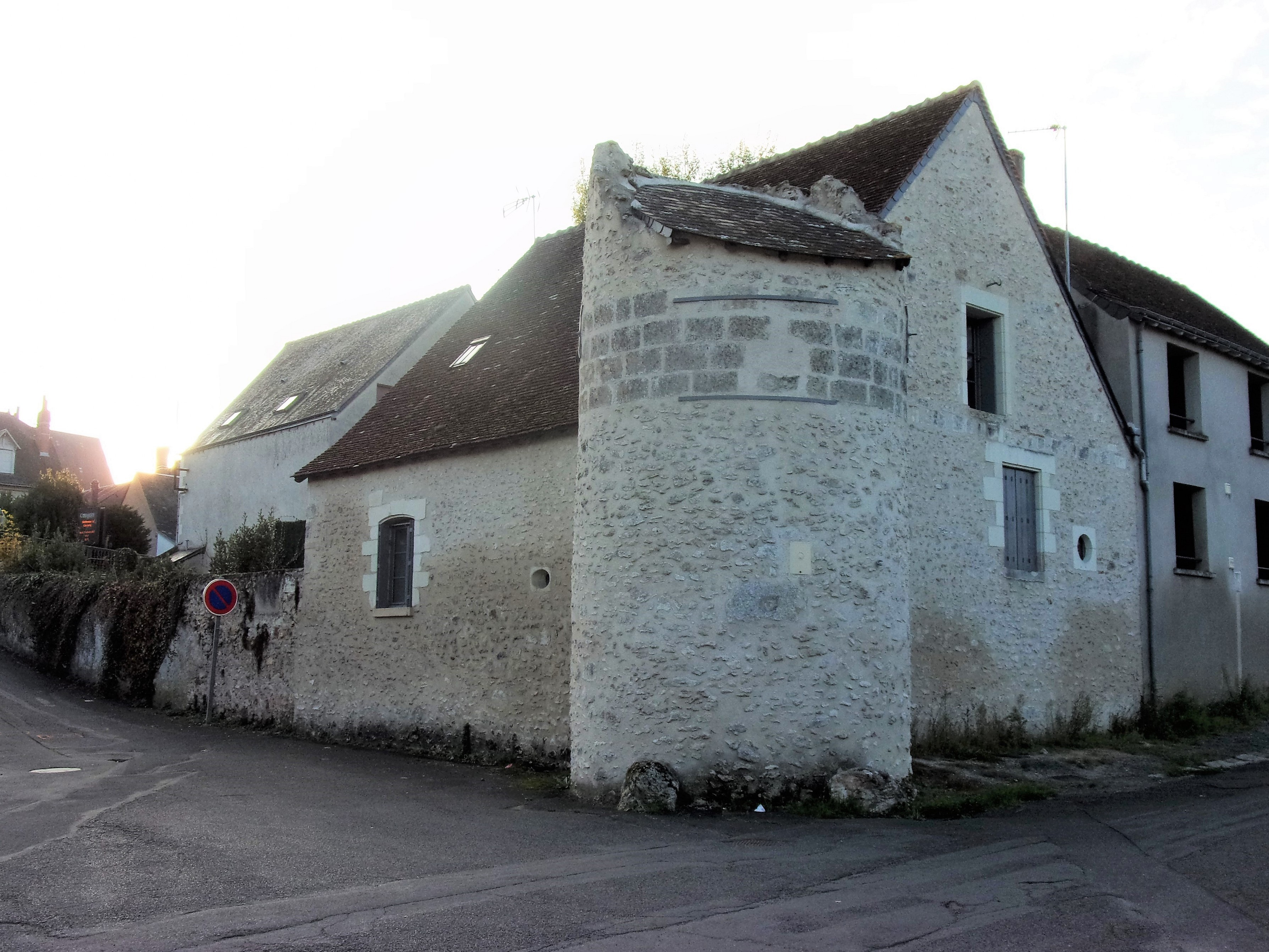
Tour nord-ouest de l'enceinte de la ville.
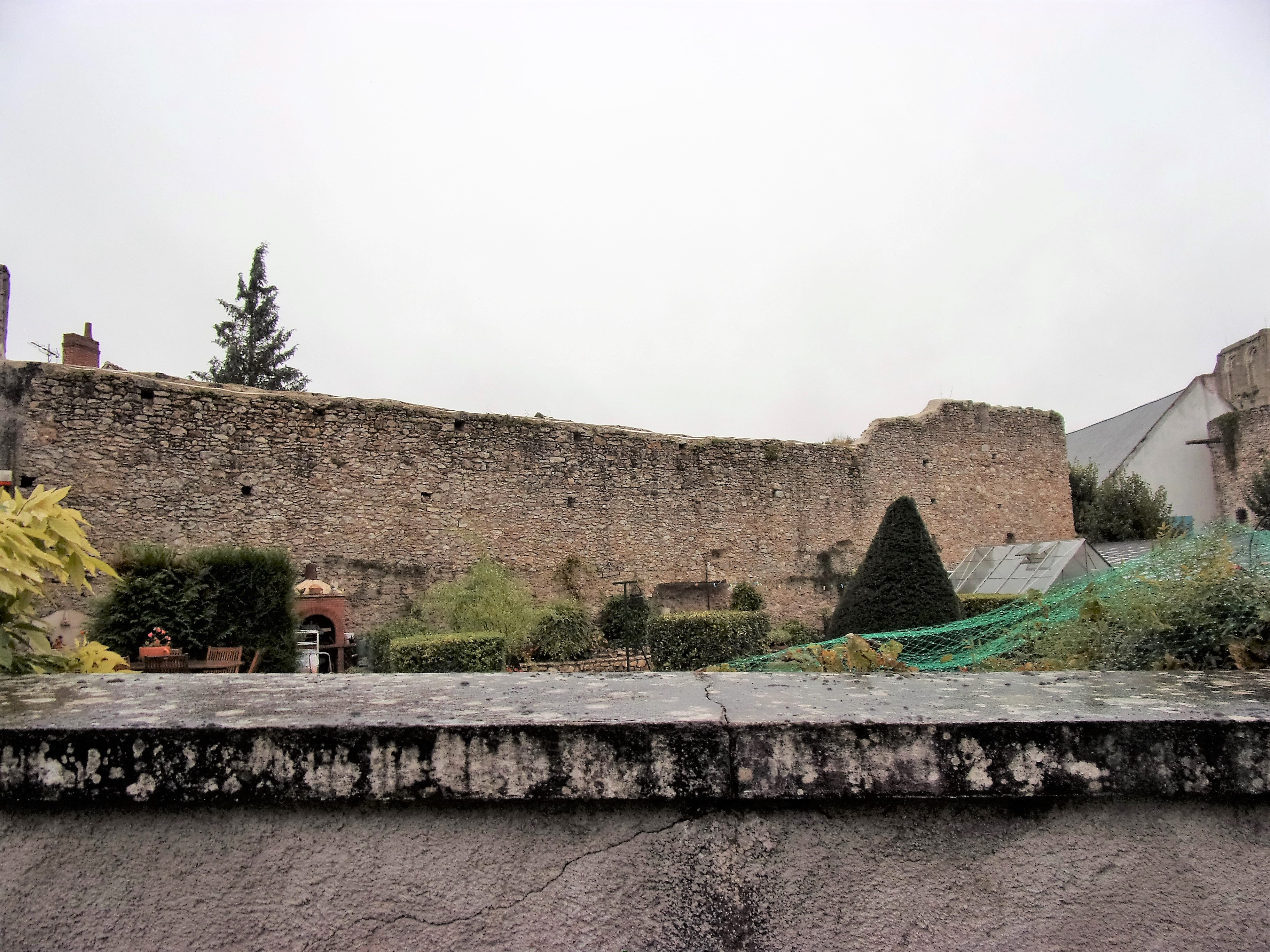
Courtine sud-est de l'enceinte de la ville.
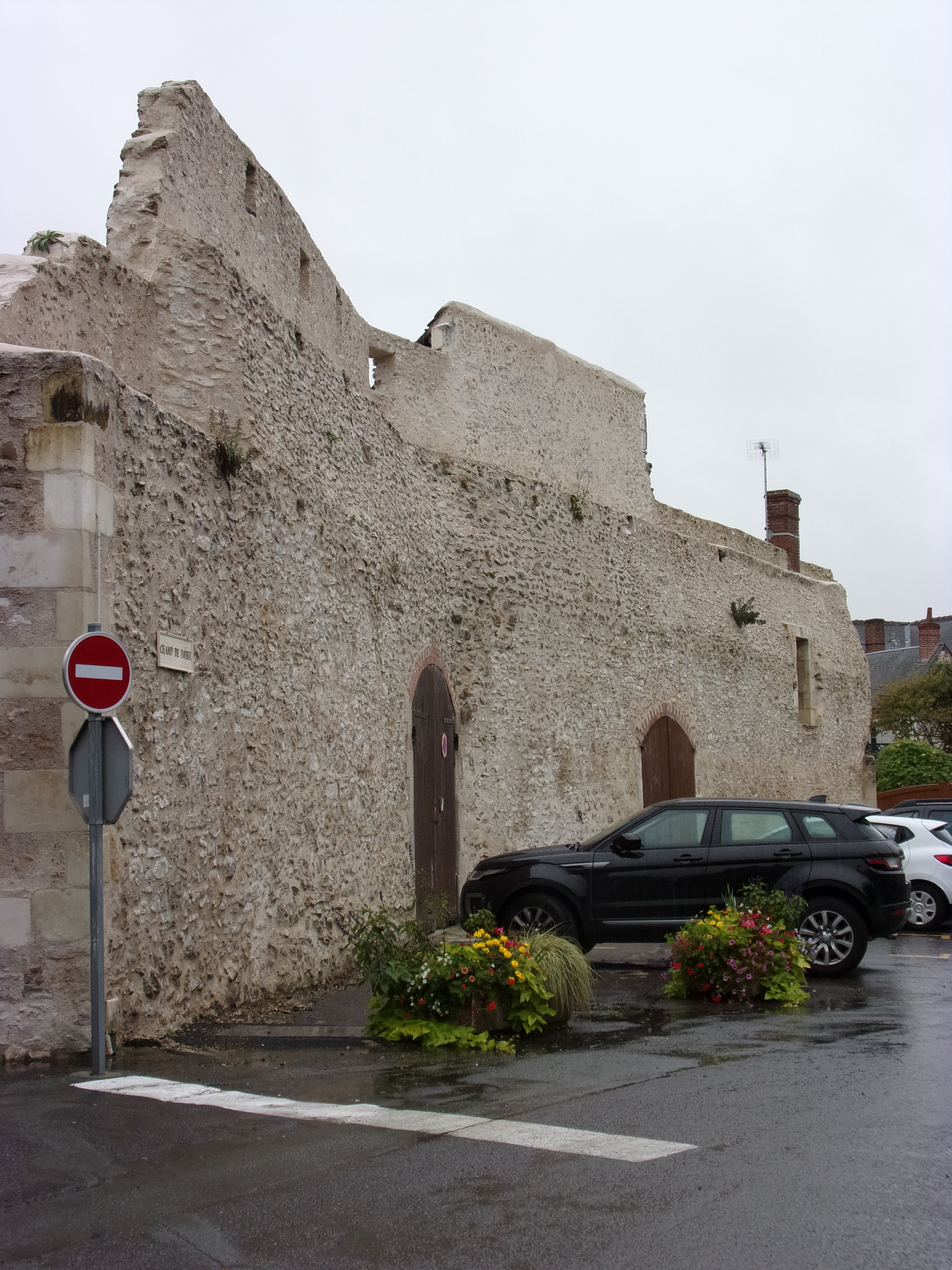
Courtine sud de l'enceinte de l'abbaye.

### Époque moderne

#### Épidémies et conflit

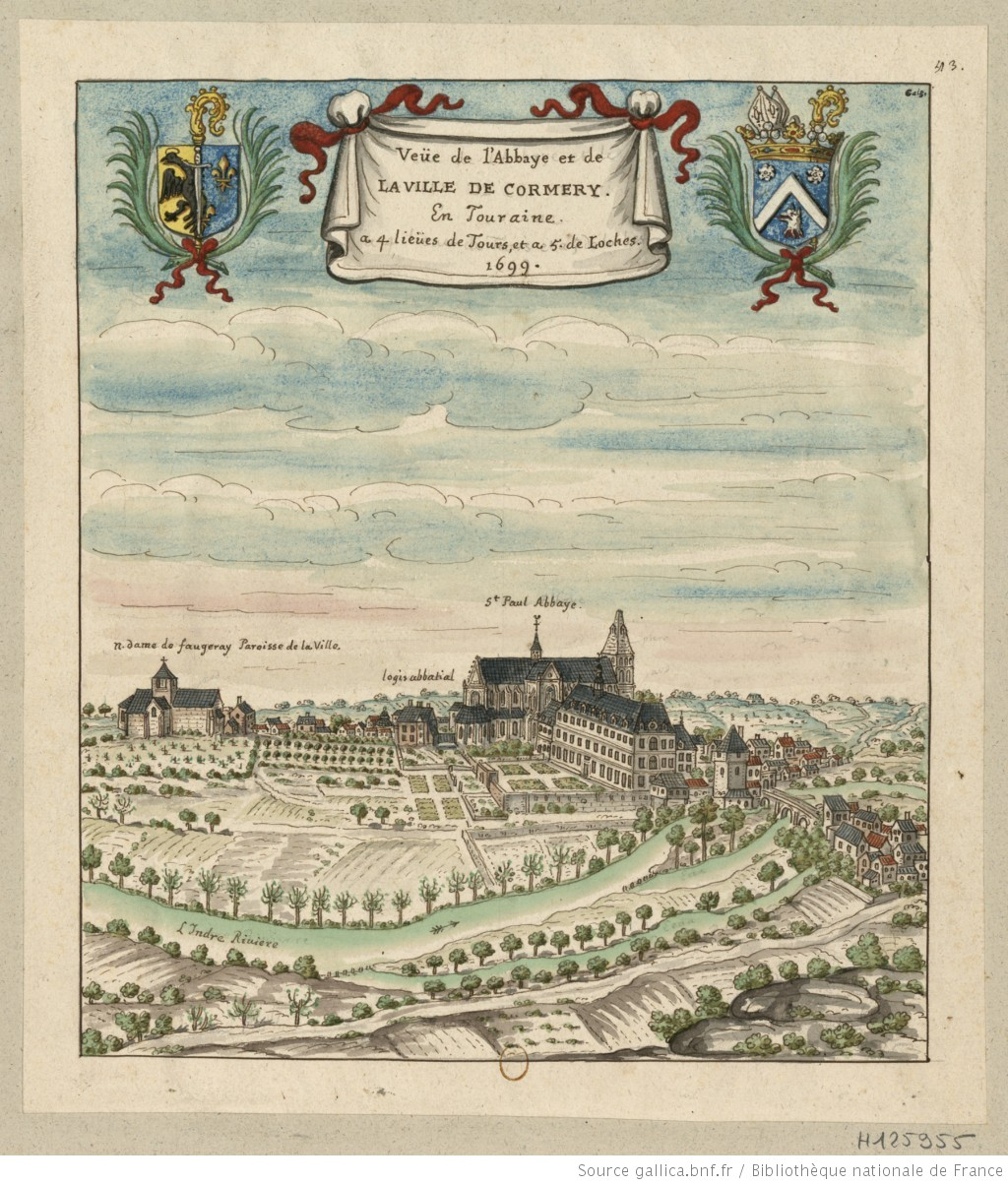
Cormery au XVIIe siècle (collection Gaignières).

En 1523, une épidémie de peste sévissant à Cormery emporte 500 personnes, soit au moins la moitié de la population de la paroisse. La maladie est probablement rapportée de Tours par un voyageur,. En 1562, l'abbaye de Cormery est pillée par les huguenots, la ville elle-même semblant avoir moins directement souffert des cent jours pendant lesquels les protestants tiennent la place. Par la suite pourtant et pendant une trentaine d'années, des troupes armées, de part et d'autre, profitent de leur passage à Cormery pour piller et rançonner les habitants. La paix enfin revenue, Cormery continue toutefois à perdre des habitants et son économie se ralentit à la fin du XVIe siècle et durant les premières décennies du siècle suivant car le dynamisme de la cité est intimement lié à celui de l'abbaye, durement éprouvée par la guerre. Par ailleurs, les effets de l'épidémie de peste sont encore ressentis dans la ville très sévèrement dépeuplée.
En 1662, la congrégation de Saint-Maur reprend la direction matérielle (gestion plus rigoureuse des biens de l'abbaye, recrutement de nouveaux moines) et spirituelle (rétablissement de la stricte règle de saint Benoît) de l'abbaye qui n'a jamais retrouvé son importance et son rayonnement après les guerres de Religion, mais les moyens financiers font défaut, les réalisations ne sont pas à la hauteur des projets et la population de Cormery ne profite en rien de ce changement.

#### Percement de la «route du Berry»

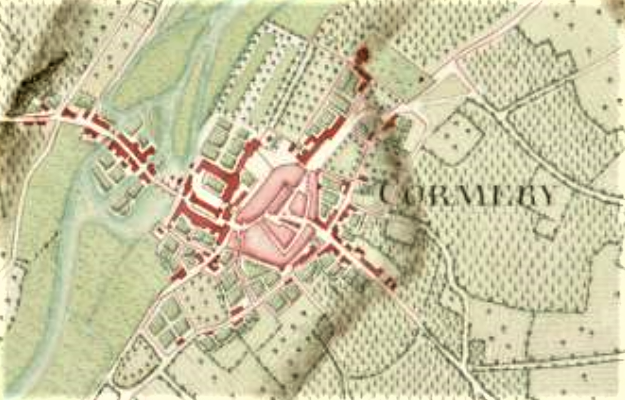
Ancien tracé de la route du Berry sur l'atlas de Trudaine (le nord est à gauche de la carte).

Un événement important modifie profondément la physionomie de la commune en 1766. La nouvelle route de Tours à Châteauroux dite « du Berry », qui deviendra par la suite la N 143 puis la D 943 après son déclassement, est ouverte. Elle s'inscrit dans le vaste plan d'aménagement routier initié par Louis XV et mis en œuvre par Jean-Rodolphe Perronet. Venant au nord du faubourg de Truyes, elle traverse l'Indre sur un pont immédiatement en amont de l'ouvrage du XIXe siècle, longe l'enclos abbatial dont les douves ont été comblées dans ce secteur puis s'engage vers le sud par la rue des Caves, rejoignant sur le plateau son itinéraire définitif. Un relais de poste est installé non loin de l'actuelle gare SNCF.
Cette nouvelle route, si elle draine vers les nombreux hôtels et auberges un grand nombre de voyageurs, s'accompagne de l'obligation pour les habitants de loger les soldats empruntant l'itinéraire, servitude très contraignante. La municipalité décide donc, moins de quatre ans plus tard, d'attribuer aux troupes de passage un bâtiment dédié géré par un étapier ; c'est l'ancien logis du prieur, près de la tour Saint-Paul,. La main d’œuvre nécessaire à la construction de cette route est réquisitionnée localement par le biais de la corvée royale, imposée aux seuls habitants les plus modestes, ce qui suscite des protestations (discrètes par crainte de représailles) parmi la population.

#### Crue de l'Indre en 1770
L'année 1770 est marquée par une crue dévastatrice de l'Indre, qui survient dans la nuit du 26 au 27 novembre. Plus de trente heures de pluie continue sur le bassin versant de l'Indrois, qui se jette dans l'Indre à une quinzaine de kilomètres en amont de Cormery, provoquent une montée importante et brutale des eaux. La crue noie trente-huit personnes à Truyes et quatre à Cormery, surprises dans leur sommeil ; certains corps ne sont repêchés que plusieurs mois plus tard à Artannes-sur-Indre, plus de 20 km en aval, et une vingtaine d'autres n'ont jamais été retrouvés. Les eaux se retirent rapidement mais les dégâts matériels sont immenses (moulins, maisons et commerces détruits, rues dévastées, tablier du pont emporté) ; il faut plusieurs années pour les réparer, ce qui est d'autant plus difficile et long que la décennie qui suit connaît une succession de phénomènes climatiques extrêmes, graves sécheresses ou au contraire pluies incessantes, grêles, hivers rigoureux qui perturbent les chantiers et affaiblissent encore la population. Après la crue, Louis XVI accorde, à titre de compensation, une modeste indemnité et une exemption de taille pendant un an.

### Époque contemporaine

#### Révolution française et exode rural

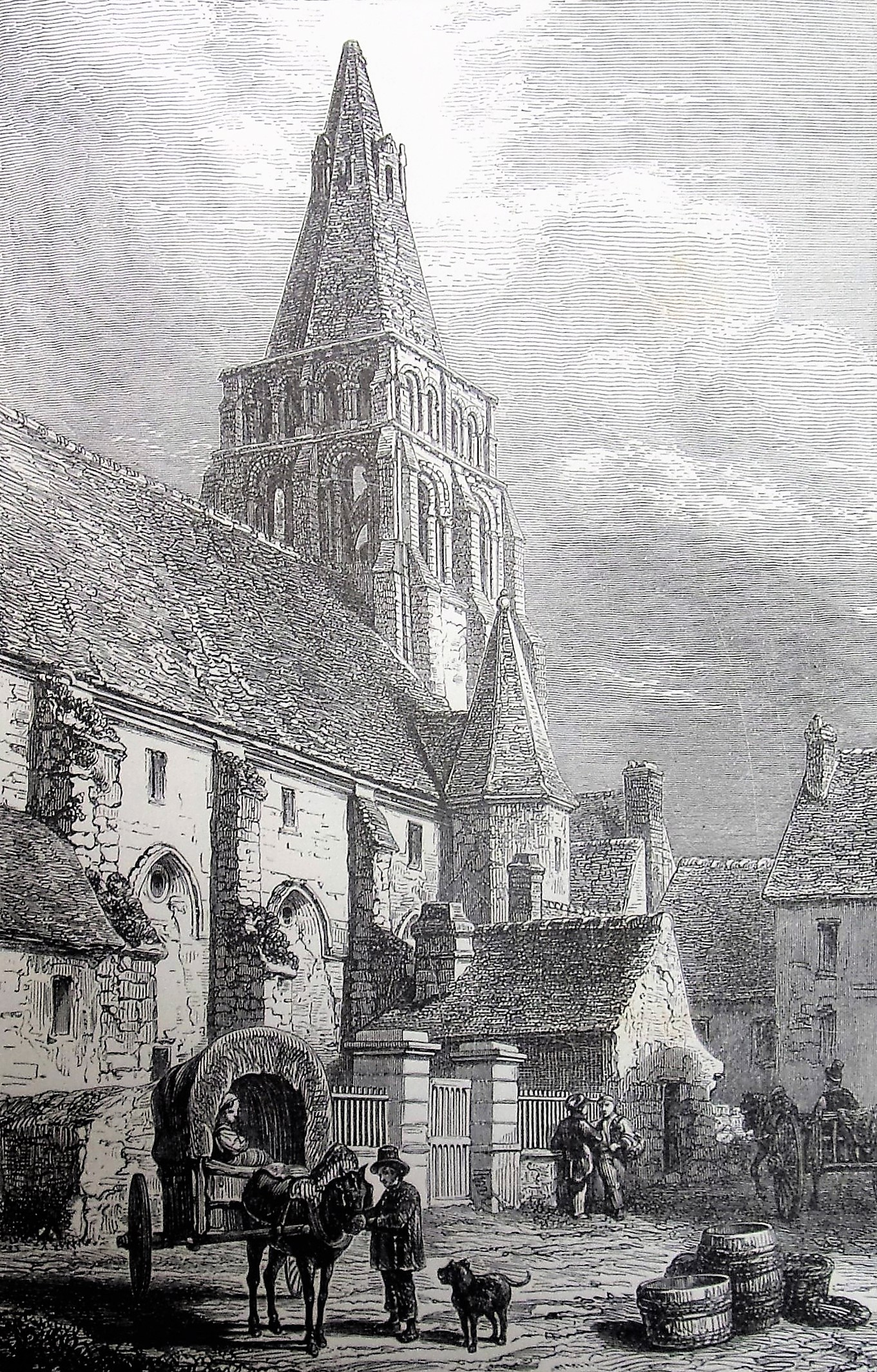
Vestiges de l'abbaye (c. 1820) ; lithographie de Karl Girardet.

Les cahiers de doléances du tiers état rédigés à l'occasion des états généraux de 1789 ne proposent pas, à Cormery, de dispositions très différentes de ceux des autres communes : simplification du système des impositions — dont la disparition de la gabelle — et des multiples juridictions. Cormery tient toutefois à conserver son système de justice seigneuriale. Les habitants ne réclament pas non plus la suppression des couvents et des abbayes, le rôle de Saint-Paul dans la vie de Cormery restant important dans les traditions, sinon dans les faits. En 1790, lors de la création des nouvelles structures territoriales administratives, la commune de Cormery devient chef-lieu de canton, mais doit abandonner cette prérogative à Montbazon en 1801.
La Révolution française provoque la fermeture définitive de l'abbaye, dont le nombre des moines diminuait inexorablement depuis plus d'un siècle. Les biens mobiliers sont dispersés ; ceux qui échappent au pillage sont vendus. Il en est de même pour les bâtiments. Laissés à l'abandon, des pierres et des éléments de leurs charpentes sont prélevés ; déclarés biens nationaux, ils sont vendus sur une période de plus de vingt ans, en raison de leur importance.
La route du Berry est parachevée entre 1843 et 1845 par la construction d'un pont suspendu (remplacé en 1902 par le pont actuel) en aval du précédent, dans le prolongement d'une tranchée dans le coteau au nord de l'Indre qui permet d'adoucir la pente ; au sud, le percement d'une rue rectiligne dans le vieux bâti redresse le tracé de la route. Outre qu'elle modifie profondément la topographie de la ville, cette percée s'accompagne d'un recentrage des pôles commerçants autour de l'ancien « carroi » (actuelle place du Marché), où passait la route auparavant et au débouché sud du pont, ce dernier site profitant pleinement de la circulation sur la route nouvelle. Les électeurs de Cormery approuvent sans réserve le retour au régime impérial, les deux plébiscites de 1851 et 1852 recueillant respectivement 237 et 203 voix « pour » mais seulement 39 et 8 « contre ». En 1870, la situation est très différente : les voix « pour » ne représentent plus que 158 des 291 suffrages exprimés. Pendant la guerre de 1870, du 3 février 1871 jusqu'à la fin du mois, Cormery doit loger un important détachement de soldats prussiens. En 1878, les communications entre Cormery et les communes voisines, mais surtout les deux « grandes villes » que sont Tours et Loches deviennent encore plus faciles : la ligne ferroviaire de Joué-lès-Tours à Châteauroux est ouverte — elle passe sur le plateau, au sud du bourg — et elle est parcourue par cinq trains de voyageurs dans chaque sens par jour . Pourtant, le dernier quart du XIXe siècle est marqué par une baisse de la population, conséquence d'un exode rural qui voit les populations se rapprocher des grands centres urbains et de leurs industries pourvoyeuses d'emploi.

#### Guerres mondiales et reprise démographique

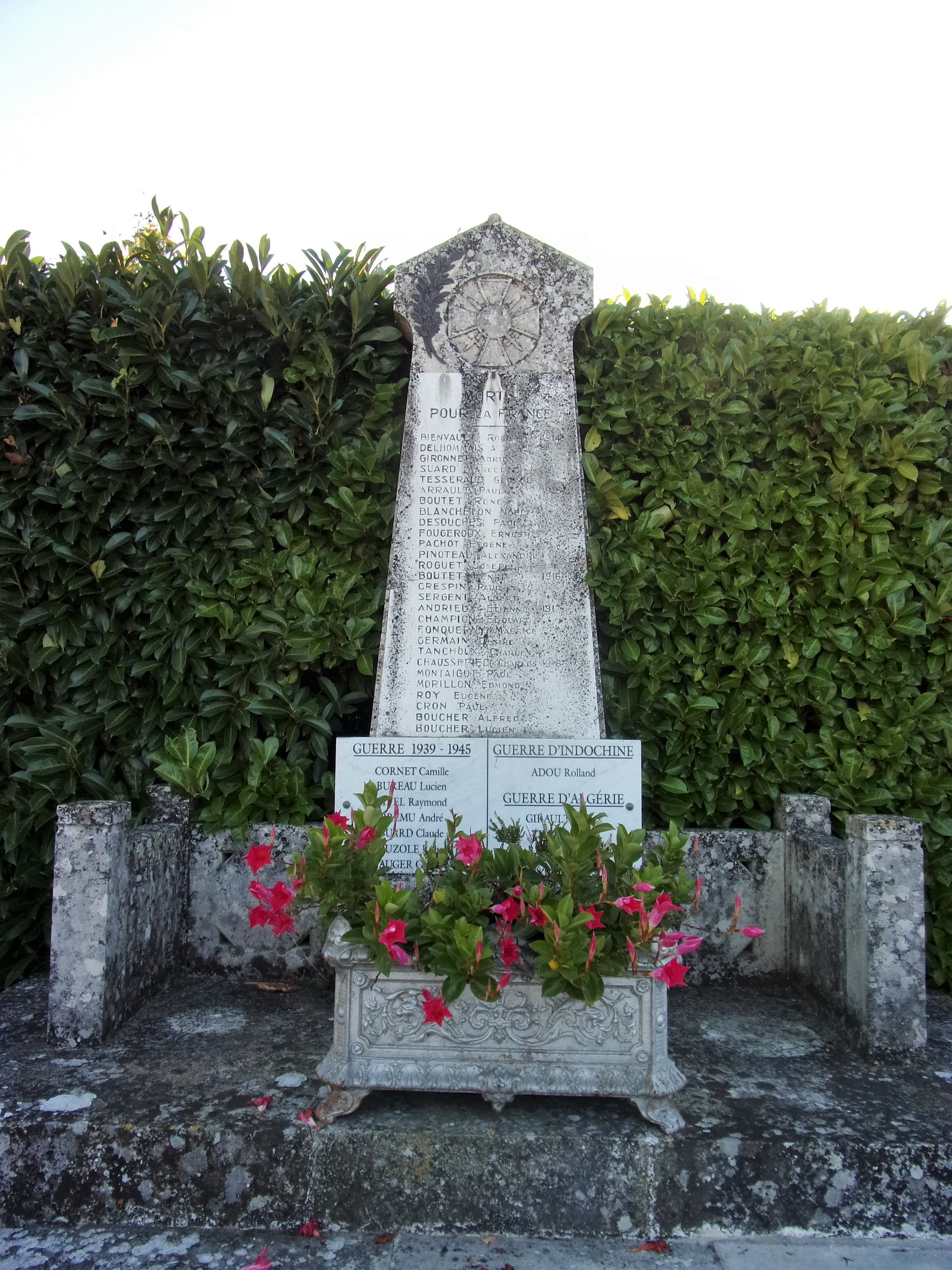
Monument aux morts.

La Première Guerre mondiale coûte la vie à 30 soldats originaires de Cormery, morts au combat en France, en Belgique mais aussi dans les rangs de l'armée française d'Orient. Dans l'entre-deux-guerres, la population cormerienne continue à baisser, sous les effets conjugués d'un exode rural qui se poursuit et des pertes dues au premier conflit mondial ; la ville s'appauvrit et son activité économique ralentit. Du 10 au 16 juin 1940, Cormery accueille les employés du ministère de la Marine, le gouvernement français s'étant temporairement replié en Touraine avant de partir pour Bordeaux. Le 19 juin, le pont sur l'Indre est dynamité pour tenter, sans succès, d'entraver l'avancée des troupes ennemies. L'armistice signé, Cormery se retrouve en zone occupée ; une garnison et une administration allemandes s'installent en ville. La relative proximité de la ligne de démarcation, qui passe à Dolus-le-Sec, fait que les candidats au passage de la ligne se pressent. Le tenancier d'un bar de Cormery, avec ses deux fils, son frère et de son neveu, aide au passage de 5 000 personnes et favorise l'évasion de prisonniers peut-être deux fois plus nombreux. Les réquisitions de denrées alimentaires sont très difficiles à honorer par la ville, qui dispose de peu de surface agricole ; c'est pourquoi le maire Ernest Clément est interné pendant plusieurs semaines en 1942, accusé d'être un « saboteur ». Fin août 1944, les Allemands évacuent Cormery, détruisant le pont qu'ils avaient sommairement réparé dès leur arrivée, quatre ans plus tôt. Huit Cormeriens meurent dans les combats de la Seconde Guerre mondiale.

Emprise du Node Park Touraine en 2017.

Les Trente Glorieuses qui voient la ville de Tours reprendre son développement économique ont, par contrecoup mais avec un certain retard, une incidence bénéfique sur la démographie de Cormery. Proche de la métropole départementale et bien desservie (route et chemin de fer), la commune accueille des personnes travaillant à Tours ou sa banlieue mais habitant Cormery dont la population augmente à partir des années 1960, avec tous les effets positifs que cela induit sur l'économie locale.
En 2001, le projet d'une grande zone d'activités, le « Node Park Touraine », est lancé avec la communauté de communes pour maître d'ouvrage et le partenariat financier d'ERDF, majoritairement sur le territoire de Tauxigny-Saint-Bauld, mais, aussi, dans une moindre mesure, sur Cormery, au sud-est du bourg. Le projet initial prévoit l'installation d'une vingtaine d'entreprises sur 25 ha, mais aussi l'implantation de services à destination des personnes travaillant sur le site : restaurant inter-entreprises et crèche. Une première phase d'agrandissement porte la superficie totale à un peu plus de 40 ha. Une nouvelle extension (douze hectares) est prévue pour 2018.
Début 2018, les maires de Cormery et Truyes évoquent la nécessité d'une collaboration plus étroite entre les deux communes, qui pourrait prendre la forme d'une fusion ; à cette date, le projet est encore au stade des déclarations d'intention.
Quelques dates de l'histoire de Cormery.
■ Quelques dates de l'histoire de France et de la Touraine
■ Histoire politique et religieuse de Cormery ■ Histoire architecturale et urbaine de Cormery

## Politique et administration

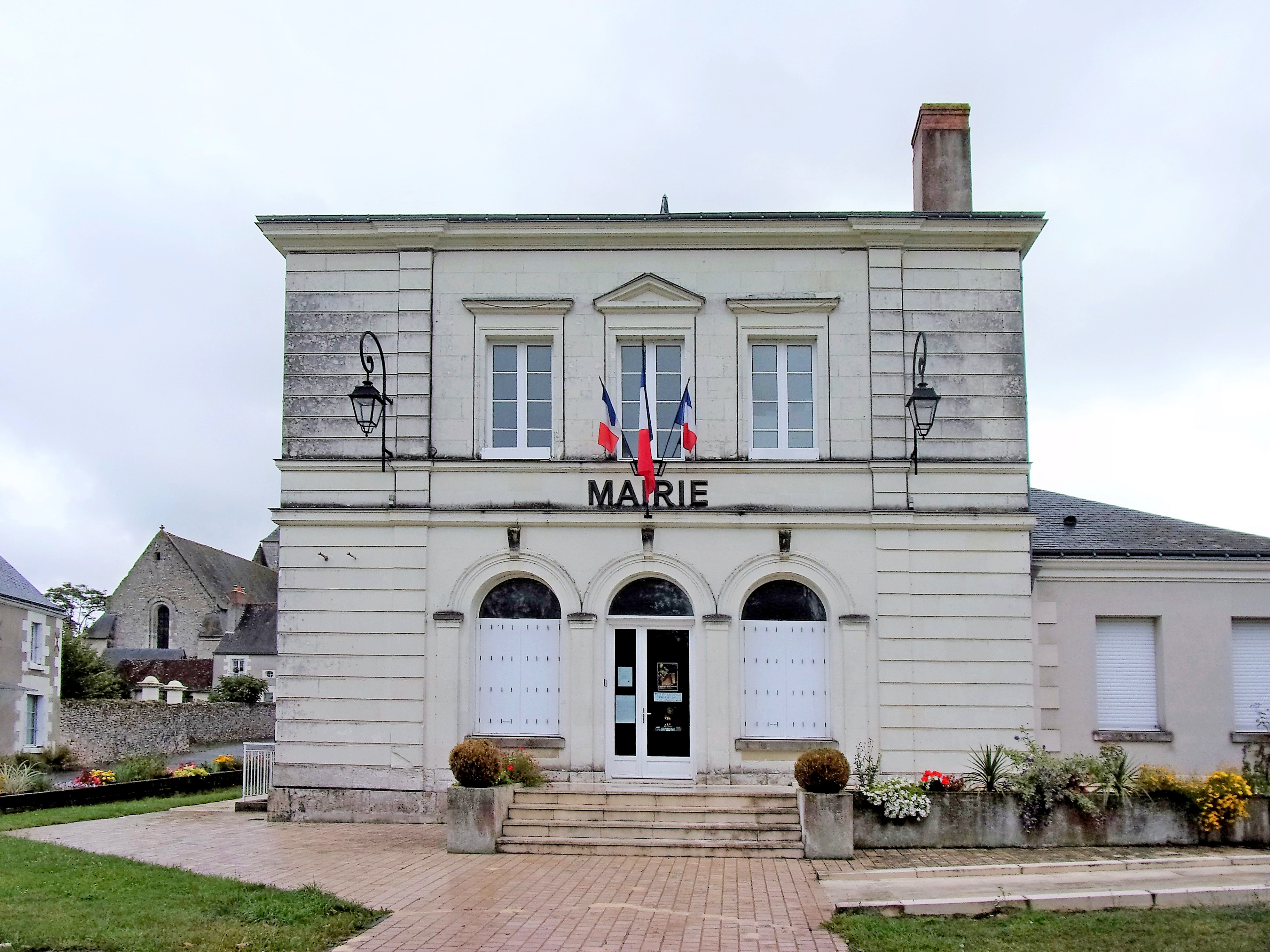
Mairie.

### Découpage territorial

#### Rattachements administratifs et électoraux
Depuis le redécoupage cantonal de 2014, Cormery est l'une des 17 communes qui composent le canton de Bléré. Elle est également rattachée à l'arrondissement de Loches et à la 2e circonscription de l'Indre-et-Loire.
Depuis le 1er janvier 2010 et la suppression du tribunal d'instance de Loches, le tribunal d'instance de Tours est compétent pour l'ensemble du département. Toutes les juridictions intéressant Cormery sont ainsi regroupées à Tours, à l'exception du tribunal administratif et de la cour d'appel qui siègent à Orléans, préfecture de la région Centre-Val de Loire.

#### Intercommunalité
La commune de Cormery est rattachée à la communauté de communes Loches Sud Touraine.
Le « syndicat intercommunal d'énergie d'Indre-et-Loire » (SIEIL), fondé en 1937, assure le contrôle et la coordination de l'ensemble des concessionnaires opérant sur l'Indre-et-Loire dans le domaine de la distribution de gaz et d'électricité ; il intervient également sur le renforcement des réseaux de distribution d'électricité. Pour toutes les communes d'Indre-et-Loire, Tours exceptée, l'adhésion au service « Électricité » du SIEIL à titre individuel est rendue obligatoire par arrêté préfectoral en date du 23 avril 2008. Cormery bénéficie également du service « Gaz » du SIEIL.
La commune de Cormery adhère à titre individuel au « syndicat d'aménagement de la vallée de l'Indre », chargé de surveiller, entretenir et aménager les rives de l'Indre.
Le « syndicat d'assistance technique pour l'épuration et le suivi des eaux », établissement public de coopération intercommunale, assure le contrôle technique des équipements d'assainissement des eaux usées, collectifs ou individuels, de la commune.

### Tendances politiques et résultats

#### Élection présidentielle la plus récente
En 2017, au deuxième tour de l'élection présidentielle, Emmanuel Macron (La République en marche), élu, a obtenu 69,18 % des voix et Marine Le Pen (FN), 30,82 %. Le taux de participation s'est élevé à 78,50 %.

#### Élection municipale la plus récente
Le nombre d'habitants au recensement de 2011 étant compris entre 1 500 et 2 499, le nombre de membres du conseil municipal pour l'élection de 2014 est de 19.
Lors des élections municipales de 2014, les 19 conseillers municipaux ont été élus dès le premier tour ; le taux de participation était de 71,63 %. Ont obtenu :
| Suffrages exprimés         | Suffrages exprimés      | Suffrages exprimés | 647       |             | 19 sièges à pourvoir | 19 sièges à pourvoir |
|                            |                         |                    |           |             |                      |                      |
| Liste                      | Tête de liste           | Tendance politique | Suffrages | Pourcentage | Sièges acquis        | Var.                 |
| Tous ensemble pour Cormery | Mme Dominique Stefanini | UDI                | 266       | 41,11 %     | 4 / 19               |                      |
| Bien vivre à Cormery       | Mme Marie-Anne Vivanco  | LDIV               | 0         | 0 %         | 0 / 19               |                      |
| Cormery, l'élan continue   | Antoine Campagne        | DVD                | 381       | 58,89 %     | 15 / 19              |                      |

### Liste des maires
| Période           | Période   | Identité          | Étiquette | Qualité |
| ----------------- | --------- | ----------------- | --------- | ------- |
| 30 octobre 1944   | 1954      | Alfred Chanzy     |           |         |
| 10 septembre 1954 | 1957      | Marceau Camus     |           |         |
| 21 août 1957      | mars 1971 | Michel Dupont     |           |         |
| mars 1971         | mars 1989 | Jacques Dupuy     |           |         |
| mars 1989         | juin 1995 | Bernard Boutet    |           |         |
| juin 1995         | mars 2001 | Pierre Gargaud    |           |         |
| mars 2001         | mars 2008 | Jean-Marie Doublé |           |         |
| mars 2008         | mai 2020  | Antoine Campagne  | DVD       | Médecin |
| mai 2020          | En cours  | Pascal Debaud     | DVD       |         |

### Politique de développement durable
La commune s'est engagée dans une politique de développement durable en lançant une démarche d'Agenda 21 en 2009. Elle publie sur son site des informations sur les bonnes pratiques de jardinage (limitation voire suppression de l'emploi des pesticides chimiques). Elle se fait l'écho des travaux sur la qualité de l'air; elle a accueilli en 2011 une station de mesure de la qualité de l'air mobile. En 2018, l'éclairage public est rénové pour consommer moins d'énergie.

#### Eau potable et assainissement

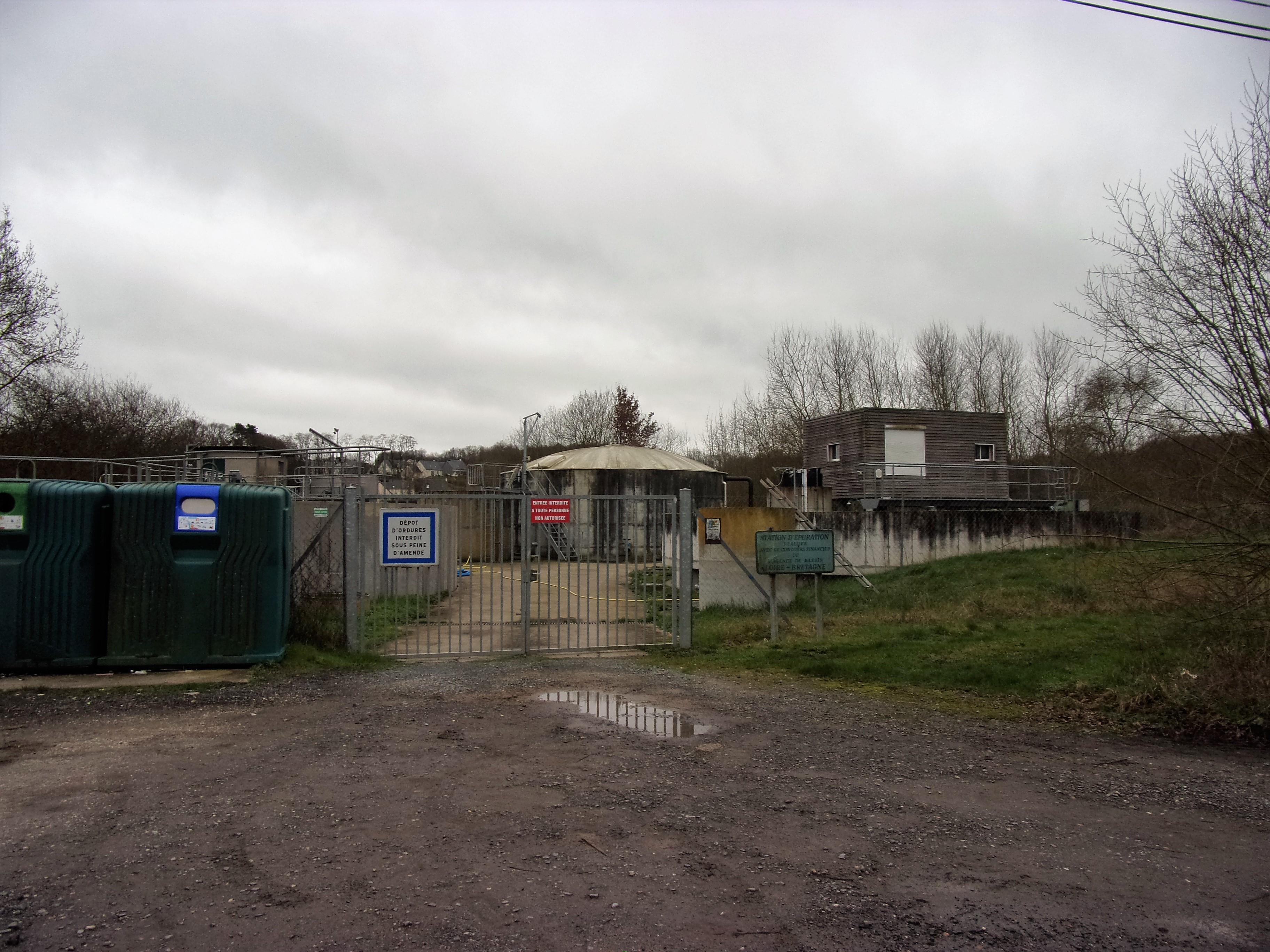
Station d'épuration communale.

La gestion de l'approvisionnement d'eau potable et de la collecte et du traitement des eaux usées est assurée par la communauté de communes Loches Sud Touraine.
En 2016, le service d'adduction d'eau potable dessert 956 foyers abonnés à Cormery. L'eau est prélevée dans trois forages proches de la commune, exploitant la nappe du séno-turonien sur le territoire de Reignac-sur-Indre. Après déferrisation et traitement UV, l'eau est distribuée ou envoyée dans un réservoir de stockage. Un complément est fourni par l'achat d'eaux traitées provenant de forages à Truyes, dans le périmètre de la communauté de communes Touraine Vallée de l'Indre.
Une station de traitement des eaux usées par boues activées, d'une capacité de 1 800 EH (équivalent-habitant), avec rejet des eaux épurées dans l'Indre, est implantée en aval du chef-lieu communal au lieu-dit « Le Sanitas ». Les boues d'épuration qui en sont issues sont valorisées par épandage agricole. En 2016, ce service d’assainissement collectif compte 897 foyers abonnés sur le territoire de la commune.

#### Collecte des déchets
La collecte et le traitement des déchets est assurée par la communauté de communes. Déchets ménagers non recyclables et déchets recyclables sont collectés en porte-à-porte de manière hebdomadaire. Papier et verre font l’objet d'apports volontaires de la part des usagers dans des conteneurs disposés en différents points du territoire. Une collecte des encombrants est organisée annuellement. La déchèterie de Tauxigny-Saint-Bauld est à la disposition des habitants de Cormery.

### Finances locales
Le tableau ci-dessous présente l'évolution de la capacité d'autofinancement, un des indicateurs des finances locales de Cormery, sur une période de dix ans :
|                      | 2007 | 2008 | 2009 | 2010 | 2011 | 2012 | 2013 | 2014 | 2015 | 2016 |
| -------------------- | ---- | ---- | ---- | ---- | ---- | ---- | ---- | ---- | ---- | ---- |
| Cormery              | 64   | 85   | 141  | 136  | 116  | 153  | 141  | 145  | 69   | 129  |
| Moyenne de la strate | 152  | 151  | 147  | 150  | 168  | 168  | 156  | 149  | 149  | 147  |

| ■ CAF de Cormery ■ CAF moyenne de la strate |

Au cours des dix dernières années, la capacité d'autofinancement de la commune est toujours positive mais elle se révèle, pour chaque exercice, inférieure à celle de la moyenne des communes comparables. Le fonds de roulement, positif, est cependant inférieur à la moyenne de la strate sur les premières années de la période considérée ; il devient supérieur pour les derniers exercices. Le résultat comptable, bien que toujours positif, n'est jamais supérieur à la moyenne,.

### Jumelage
À la date du 3 novembre 2017, Cormery n'est jumelée avec aucune commune.

## Population et société

### Démographie
Les habitants de Cormery sont appelés les Cormeriens.

#### Évolution de la population
Le registres paroissiaux sont disponibles à partir de 1562 et de manière plus précise (baptêmes, mariages et sépultures) à partir de 1632. La population de la paroisse augmente assez régulièrement : de 122 feux en 1687, elle passe à 172 feux en 1726.
L'évolution du nombre d'habitants est connue à travers les recensements de la population effectués dans la commune depuis 1793. Pour les communes de moins de 10 000 habitants, une enquête de recensement portant sur toute la population est réalisée tous les cinq ans, les populations de référence des années intermédiaires étant quant à elles estimées par interpolation ou extrapolation. Pour la commune, le premier recensement exhaustif entrant dans le cadre du nouveau dispositif a été réalisé en 2008.

En 2022, la commune comptait 1 860 habitants, en évolution de +4,67 % par rapport à 2016 (Indre-et-Loire : +1,67 %, France hors Mayotte : +2,11 %).
| 1793 | 1800 | 1806 | 1821  | 1831  | 1836  | 1841 | 1846  | 1851  |
| ---- | ---- | ---- | ----- | ----- | ----- | ---- | ----- | ----- |
| 938  | 791  | 861  | 1 119 | 1 045 | 1 034 | 985  | 1 048 | 1 043 |

| 1856  | 1861  | 1866  | 1872 | 1876  | 1881 | 1886 | 1891 | 1896 |
| ----- | ----- | ----- | ---- | ----- | ---- | ---- | ---- | ---- |
| 1 028 | 1 039 | 1 046 | 986  | 1 023 | 934  | 909  | 851  | 822  |

| 1901 | 1906 | 1911 | 1921 | 1926 | 1931 | 1936 | 1946 | 1954 |
| ---- | ---- | ---- | ---- | ---- | ---- | ---- | ---- | ---- |
| 826  | 792  | 803  | 775  | 729  | 783  | 832  | 863  | 829  |

| 1962 | 1968  | 1975  | 1982  | 1990  | 1999  | 2006  | 2008  | 2013  |
| ---- | ----- | ----- | ----- | ----- | ----- | ----- | ----- | ----- |
| 968  | 1 032 | 1 106 | 1 169 | 1 323 | 1 542 | 1 631 | 1 656 | 1 733 |

| 2018  | 2022  | - | - | - | - | - | - | - |
| ----- | ----- | - | - | - | - | - | - | - |
| 1 784 | 1 860 | - | - | - | - | - | - | - |

|                                           | 1968 - 1975 | 1975 - 1982 | 1982 - 1990 | 1990 - 1999 | 1999 - 2009 | 2009 - 2014 |
| ----------------------------------------- | ----------- | ----------- | ----------- | ----------- | ----------- | ----------- |
| Taux de variation annuel de la population | + 1,0 %     | + 0,8 %     | + 1,6 %     | + 1,7 %     | + 0,8 %     | + 1,3 %     |
| Solde naturel                             | - 0,1 %     | - 0,2 %     | 0,0 %       | 0,0 %       | + 0,3 %     | - 0,1 %     |
| Solde migratoire                          | + 1,1 %     | + 1,0 %     | + 1,5 %     | + 1,7 %     | + 0,4 %     | + 1,4 %     |

De 1831 à 1876, le nombre d'habitants est relativement stable. S'amorce ensuite une baisse continue jusqu'en 1926, où l'effectif minimal de 729 habitants est observé. La population remonte par la suite, principalement sous l'effet du développement économique de Tours. Entre 1926 et 2015, Cormery a plus que doublé sa population, l'accroissement étant presque linéaire depuis la fin des années 1950 avec un gain d'environ 15 habitants par an. La croissance démographique, depuis la fin des années 1960, est principalement due à un solde migratoire constamment positif sur les périodes de référence considérées alors que le solde naturel est fluctuant.

#### Pyramide des âges
La population de la commune est relativement jeune.
En 2018, le taux de personnes d'un âge inférieur à 30 ans s'élève à 36,0 %, soit au-dessus de la moyenne départementale (34,9 %). À l'inverse, le taux de personnes d'âge supérieur à 60 ans est de 24,9 % la même année, alors qu'il est de 27,8 % au niveau départemental.
En 2018, la commune comptait 849 hommes pour 935 femmes, soit un taux de 52,41 % de femmes, légèrement supérieur au taux départemental (51,91 %).
Les pyramides des âges de la commune et du département s'établissent comme suit.
| Hommes | Classe d’âge | Femmes |
| ------ | ------------ | ------ |
| 1,2    | 90 ou +      | 2,8    |
| 8,7    | 75-89 ans    | 9,6    |
| 13,4   | 60-74 ans    | 14,0   |
| 17,9   | 45-59 ans    | 18,7   |
| 20,4   | 30-44 ans    | 21,1   |
| 16,1   | 15-29 ans    | 15,8   |
| 22,3   | 0-14 ans     | 18,0   |

| Hommes | Classe d’âge | Femmes |
| ------ | ------------ | ------ |
| 0,9    | 90 ou +      | 2,2    |
| 7,9    | 75-89 ans    | 10,2   |
| 17,3   | 60-74 ans    | 18,1   |
| 19,8   | 45-59 ans    | 19,1   |
| 17,9   | 30-44 ans    | 17,2   |
| 18,5   | 15-29 ans    | 17,5   |
| 17,6   | 0-14 ans     | 15,6   |

### Petite enfance, prévention et protection de l'enfance
Quatorze assistantes maternelles sont installées à Cormery, proposant une capacité d'accueil totale de 48 enfants.
La commune met en place des structures d'accueil et d'activités pour les enfants, aussi bien pour le temps périscolaire qu'en période de vacances.

### Enseignement
L'école primaire Jacques-Prévert accueille les enfants en maternelle et en cycle élémentaire (169 élèves inscrits pour la rentrée 2017).
La scolarisation des collégiens de Cormery, comme ceux des communes avoisinantes, ainsi que le prévoit la carte scolaire, s'effectue à Cormery au collège Alcuin. La carte scolaire mentionne également que Cormery se trouve dans la zone de recrutement du lycée Alfred-de-Vigny de Loches. Pour faciliter l'acheminement des collégiens et lycéens vers leur établissement respectif, certaines dessertes de Cormery par autocar TER voient leur itinéraire et leur horaire adaptés.

### Autonomie et personnes âgées
Regroupés au sein d'un même établissement de droit privé, une maison de retraite et un EHPAD sont implantés dans le centre historique de Cormery, occupant des terrains situés à l'est immédiat de l'enclos abbatial.

### Vie culturelle et sportive

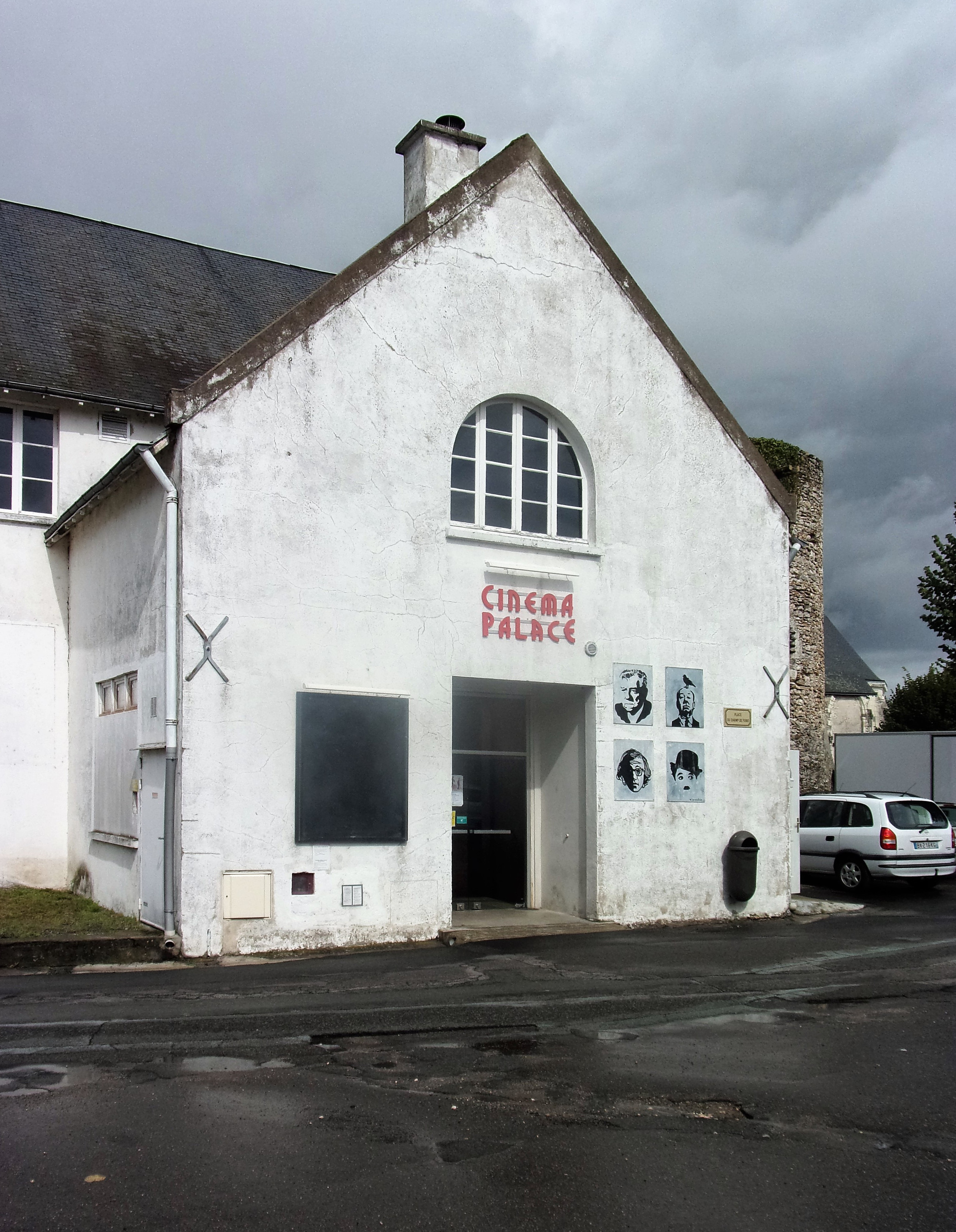
Ancien cinéma.

#### Équipements collectifs
L'ancienne mairie de Cormery accueille, dans une partie de ses locaux, la bibliothèque municipale, gérée par la direction déléguée du livre et de la lecture publique du conseil départemental d'Indre-et-Loire.
Cormery dispose de plusieurs salles pouvant accueillir des manifestations, dont une salle polyvalente, ancien cinéma près de l'abbaye, ainsi que d'un cinéma récent exploité par la commune.
Le complexe sportif Pierre-Bourbon est doté d'un stade dans la vallée de l'Indre comportant deux terrains de sports, une piste d'athlétisme et deux courts de tennis. Un gymnase intercommunal, près du collège, accueille les manifestations sportives organisées par Cormery, mais aussi par Truyes et Tauxigny-Saint-Bauld. Un terrain multisports est ouvert en 2017.

#### Manifestations
Depuis 2014, l'association des amis d'Alcuin et la mairie organisent, dans et autour de l'abbaye, le Festival des vents, ensemble de manifestations et de concerts musicaux consacrés des instruments à vent. Ce festival annuel se déroule sur plusieurs jours, à l'occasion des journées européennes du patrimoine.

#### Tissu associatif
Un guide publié par la ville en 2017 recense trente-quatre associations ayant leur siège social à Cormery et intervenant dans les domaines de l'accompagnement social, de la culture, du sport ou des loisirs.

### Santé, sécurité et services d'urgence
Une quinzaine de professionnels du domaine de la santé sont installés à Cormery en 2017 : médecins généralistes ou spécialistes, dentiste, infirmières, pharmacien. La moitié d'entre eux ont regroupé leurs cabinets dans une maison médicale.
L'hôpital le plus proche est le centre hospitalier régional universitaire de Tours, à Chambray-lès-Tours, à environ un quart d'heure de trajet automobile de Cormery.
Un centre de secours des sapeurs-pompiers est implanté à Cormery qui dispose également d'une brigade de proximité de la Gendarmerie nationale.

### Médias et numérique
Le quotidien régional La Nouvelle République du Centre-Ouest consacre quelques pages de son édition Indre-et-Loire, Touraine Est, à l’actualité du canton de Bléré. La commune de Cormery édite un bulletin municipal bimensuel. La chaîne de télévision TV Tours Val de Loire et la station de radio France Bleu Touraine relaient les informations locales.
La commune ne possède pas en 2017 de réseau à haut débit par fibre optique.

### Culte catholique
Le territoire de la commune dépend de la paroisse Saint-Brice au sein du doyenné de Loches lui-même partie de l'archidiocèse de Tours, au même titre que six autres doyennés. L'église Notre-Dame-de-Fougeray de Cormery accueille, en alternance avec d'autres églises de la paroisse, des offices dominicaux.

## Économie

### Revenus et fiscalité
En 2015, le revenu fiscal médian par ménage est de 34 684 €, alors que la moyenne départementale s'établit à 32 011 € et que celle de la France métropolitaine est de 32 409 €. En 2014, le revenu disponible par ménage était de 20 890 € dans la commune contre une moyenne de 20 561 € au niveau départemental.

### Emploi
Les deux tableaux ci-dessous présentent les chiffres-clés de l'emploi à Cormery et leur évolution de 2009 à 2014, :
|                               | Cormery 2009 | Cormery 2014 | Évolution |
| ----------------------------- | ------------ | ------------ | --------- |
| Population de 15 à 64 ans     | 1 016        | 1 090        | + 7,2 %   |
| Actifs (en %)                 | 76,0         | 76,9         | + 1,2 %   |
| dont :                        |              |              |           |
| Actifs ayant un emploi (en %) | 70,9         | 71,1         | + 2,8 %   |
| Chômeurs (en %)               | 5,1          | 5,8          | + 13,7 %  |

|                                      | Cormery 2009 | Cormery 2014 | Évolution |
| ------------------------------------ | ------------ | ------------ | --------- |
| Nombre d'emplois dans la zone        | 333          | 347          | + 4,2 %   |
| Indicateur de concentration d'emploi | 45,8         | 44,8         | - 2,2 %   |

Sur la période considérée, le nombre d'actifs ayant un emploi a progressé plus vite que le nombre d'emplois proposés sur la commune ; il en résulte une baisse mathématique de l'indicateur de concentration d'emploi.

### Tissu économique
Le tableau ci-dessous détaille le nombre d'entreprises implantées à Cormery selon leur secteur d'activité et le nombre de leurs salariés :
|                                                              | Total | %     | 0 salarié | 1 à 9 salariés | 10 à 19 salariés | 20 à 49 salariés | 50 salariés ou plus |
| ------------------------------------------------------------ | ----- | ----- | --------- | -------------- | ---------------- | ---------------- | ------------------- |
| Ensemble                                                     | 130   | 100,0 | 98        | 26             | 3                | 2                | 1                   |
| Agriculture, sylviculture et pêche                           | 2     | 1,5   | 2         | 0              | 0                | 0                | 0                   |
| Industrie                                                    | 13    | 10,0  | 8         | 5              | 0                | 0                | 0                   |
| Construction                                                 | 12    | 9,2   | 11        | 1              | 0                | 0                | 0                   |
| Commerce, transports, services divers                        | 81    | 62,3  | 62        | 17             | 1                | 1                | 0                   |
| dont commerce et réparation automobile                       | 30    | 23,1  | 20        | 10             | 0                | 0                | 0                   |
| Administration publique, enseignement, santé, action sociale | 22    | 16,9  | 15        | 3              | 2                | 1                | 1                   |
| Champ : ensemble des activités.                              |       |       |           |                |                  |                  |                     |

Dix nouveaux établissements sont créés en 2016, dans le domaine des services aux particuliers ou aux entreprises.
La commune elle-même et l'établissement pour personnes âgées sont les deux plus importants employeurs de main d’œuvre, regroupant à eux deux 88 postes salariés à la fin de l'année 2015. L'économie communale demeure pour autant fragile, ce qui vaut à Cormery d'être classée en zone de revitalisation rurale par arrêté du 16 mars 2017.
L'économie de Cormery est majoritairement tournée vers la « sphère présentielle » — les biens et service produits sur la commune répondent à la demande des habitants, sédentaires ou de passage, de cette commune —, cette dernière concentrant près des deux tiers des entreprises et les trois quarts des salariés travaillant à Cormery.

#### Agriculture
Cormery a connu par le passé une activité agricole, notamment au travers de la culture de la vigne, bien visible sur la carte de l'atlas de Trudaine et mentionnée au milieu du XIXe siècle, mais qui a pratiquement disparu dans les années 1980. Début 2018, le site Infogreffe, reprenant les données du registre du commerce et des sociétés, ne recense plus aucune exploitation agricole ayant son siège à Cormery alors que le recensement général agricole effectué en 2010 indiquait que trois exploitations se trouvaient dans cette situation.

#### Industrie, commerces et services

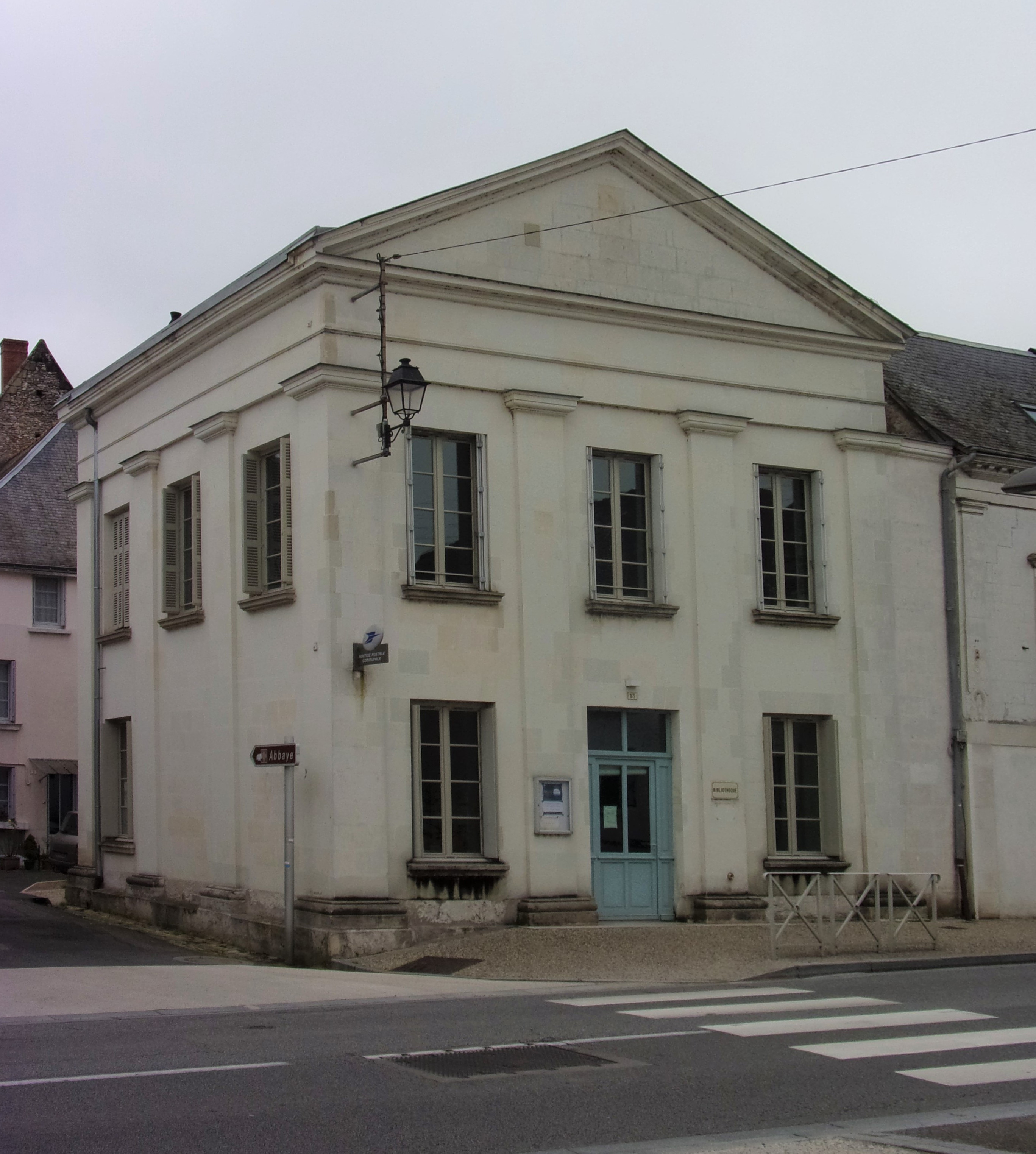
Agence postale.

Les secteurs de l'agro-industrie et de l'industrie agroalimentaire sont représentés par une coopérative agricole et une brasserie.
Le « Node Park Touraine » regroupe, en 2015, 32 entreprises sur une superficie de près de 41 hectares sur les communes de Cormery et Tauxigny-Saint-Bauld, dont un supermarché, une station-service et un atelier de réparation automobile.
La taille et le nombre d'habitants de la commune permettent le maintien de nombreux commerces et services de proximité dans les domaines les plus divers dont plusieurs restaurants, une étude notariale, une agence bancaire, une agence immobilière, ainsi qu'une agence postale, située dans les locaux de l'ancienne mairie, qu'elle partage avec la bibliothèque municipale. Ces commerces, depuis le milieu du XIXe siècle, se trouvent concentrés dans leur grande majorité sur deux pôles, autour de la place du Marché, dans le centre-ville, et à l'entrée de la rue Nationale, au débouché du pont. Un marché se tient chaque jeudi sur le mail, perpétuant la tradition depuis le IXe siècle.

#### Tourisme
Un camping est implanté sur la commune, en bordure de l'Indre ; Cormery offre également les services d'un hôtel,.

## Culture locale et patrimoine
En mars 2012, la municipalité de Cormery envisage la création d'une aire de mise en valeur de l'architecture et du patrimoine de la commune qui doit tenir compte des contraintes du plan local d'urbanisme. L'étude est stoppée en janvier 2015, à l'issue de la phase de diagnostic.

### Lieux et monuments

#### Abbaye Saint-Paul de Cormery
| - Vestiges (en vert) reportés sur le plan du Monasticon Gallicanum. - Chapelle de la Vierge et tour Saint-Paul. |

L'abbaye est fondée en 791, mais elle est reconstruite peu de temps après pour être plus conforme au plan des monastères bénédictins. Vers le milieu du XIe siècle, une nouvelle abbatiale romane est édifiée. L'abbaye, sous le vocable de Saint-Paul, est alors à son apogée, forte de 50 moines et riche de nombreux domaines dans plusieurs provinces françaises. De nouvelles constructions, au XIIIe siècle, l'embellissent et l'agrandissent encore. Durement éprouvée pendant la guerre de Cent Ans, elle se relève pourtant mais les guerres de Religion lui portent un coup décisif. À partir de ce moment, passée sous le régime de la commende, le nombre de ses moines ne cesse de décroître et ce n'est pas l'intervention des mauristes à partir de 1662 qui parvient à inverser la tendance, malgré un programme de reconstruction des bâtiments et de restauration de la règle de saint Benoît. Lorsque la Révolution française survient, il ne reste plus qu'une demi-douzaine de moines. Les bâtiments sont vendus comme biens nationaux entre 1799 et 1820.
Il subsiste pourtant de nombreux vestiges de cette abbaye, tous classés ou inscrits comme monuments historiques,. La tour Saint-Paul, clocher-porche de l'abbatiale, le réfectoire aux voûtes gothiques, une partie du cloître, une chapelle du chœur reconstruite à la fin du XVe siècle ainsi que les logis de l'abbé et du prieur témoignent encore de l'importance et de la richesse passées de l'abbaye.

#### Église Notre-Dame-de-Fougeray

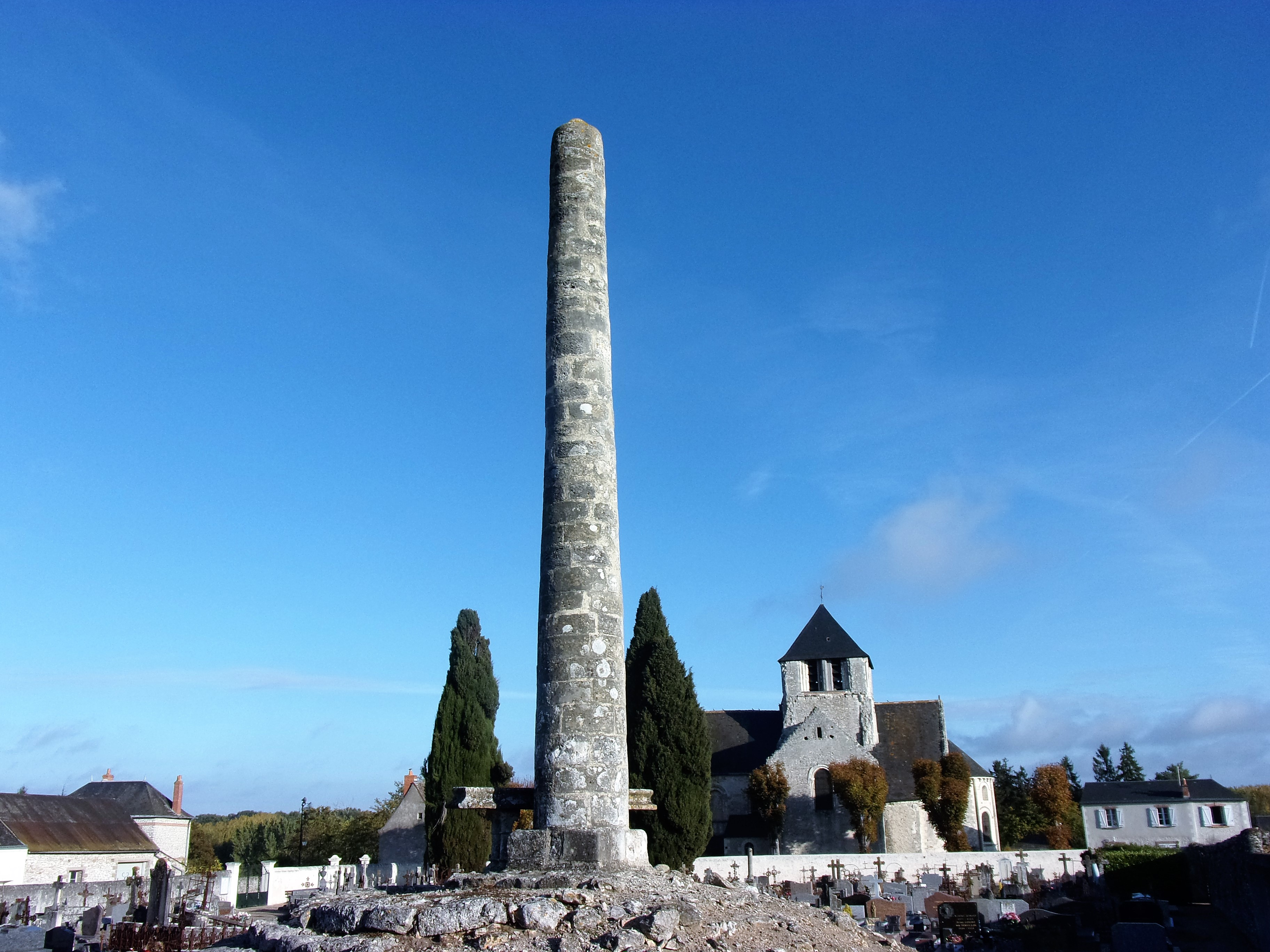
Lanterne des morts (premier plan) et église Notre-Dame-de-Fougeray (arrière-plan).

À l'attention de la population laïque, l'église est construite au XIIe siècle à l'initiative des moines de l'abbaye sur des terres leur appartenant, mais hors de la clôture monastique afin de respecter l'isolement des religieux. C'est le plus vaste édifice religieux de la vallée de l'Indre tourangelle. Le mur nord est complètement aveugle et le mur sud n'est percé que d'une porte en arc brisé et de baies en plein cintre, très dépouillées. La voûte sommaire en charpente lui donne un aspect inachevé. La nef est entièrement couverte d'une voûte en berceau brisé et la coupole, sur laquelle s'élève le clocher, comporte des pendentifs. L'intérieur a été décoré de fresques au XIIIe siècle. De la même époque date une cuve baptismale en pierre installée à l'entrée de la nef. L'église et plusieurs éléments de son décor ou de son mobilier sont protégés.

#### Lanterne des morts
Une colonne de maçonnerie, pleine, montée sur des gradins circulaires dans le cimetière de Cormery est classée comme monument historique le 1er février 1920 en tant que lanterne des morts ; il semblerait que ce soit en fait une croix hosannière,.

#### Moulin de l'abbaye
Un moulin sur l'Indre, à proximité immédiate de l'abbaye, est probablement l'une des premières constructions des moines lors de la fondation du monastère, puisqu'il est attesté dès le VIIIe siècle. Il est reconstruit à plusieurs reprises, notamment après la crue de 1770,. Incendié en 1908, il est rebâti l'année suivante mais il sert alors d'usine de fabrication de peintures. Un nouvel incendie se déclare en 1962 ; totalement ruiné, le moulin n'est pas remis en état. Seuls subsistent la maison du meunier, la roue à aubes en bois dans l'Indre sous l'édifice ainsi que les quatre murs principaux du moulin ; sa toiture, ses planchers et son cloisonnement interne ont disparu,. Des traces de peinture sur les murs, provoquées par l'incendie de 1962, témoignent encore de son activité passée. La réutilisation des structures de ce moulin comme support d'une batterie de panneaux photovoltaïques est évoquée.

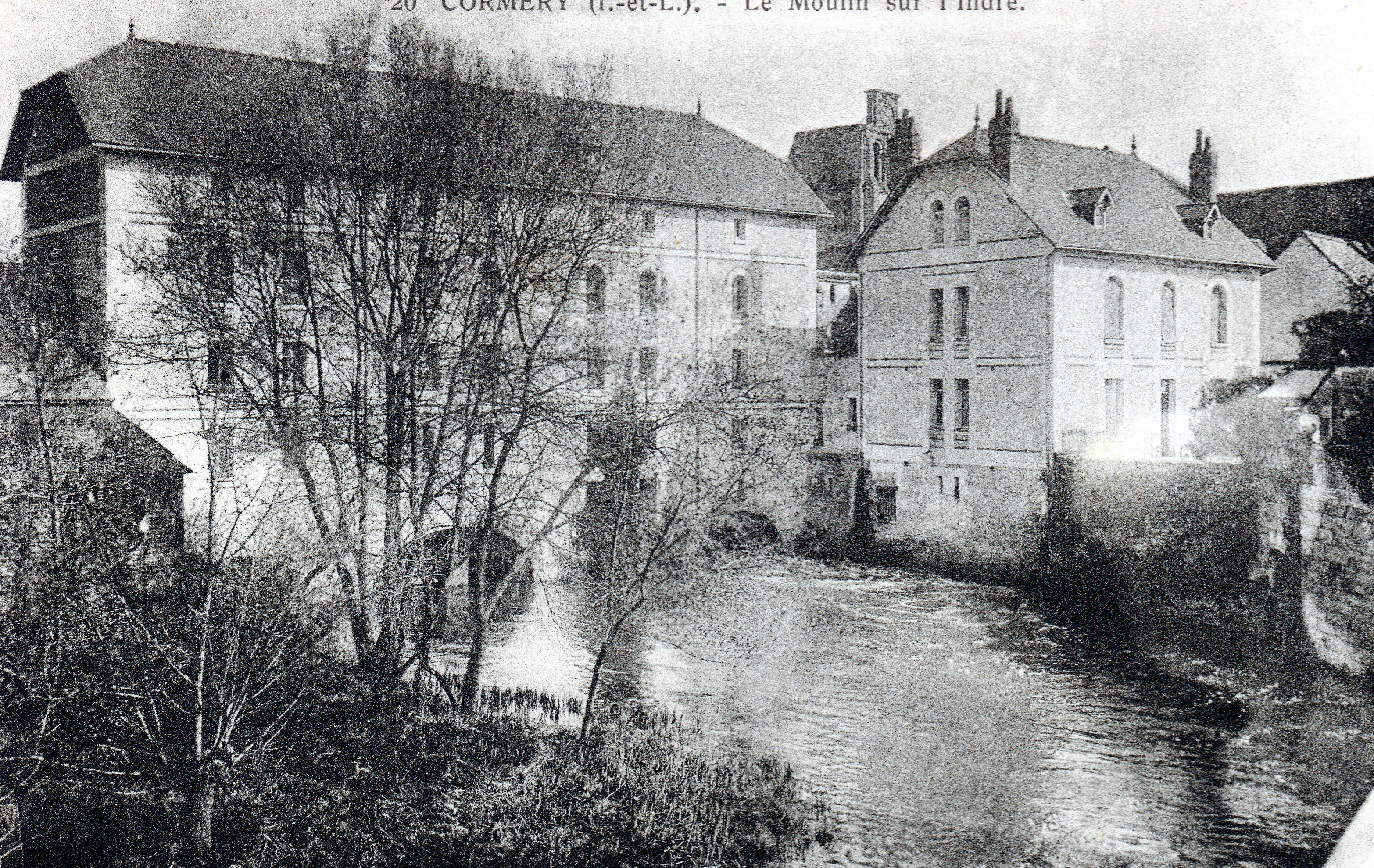
Moulin avant l'incendie de 1908.
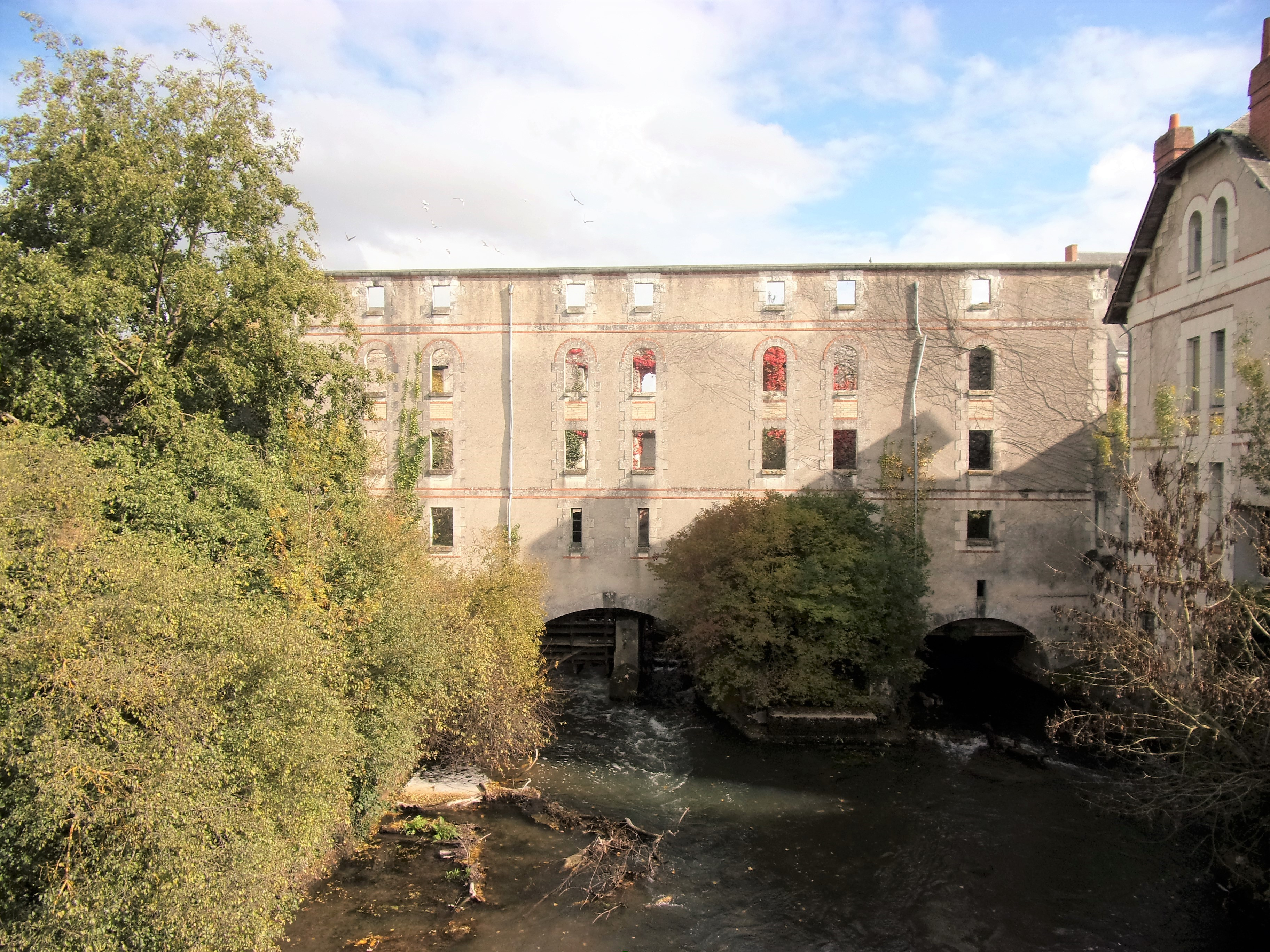
Moulin, façade ouest.
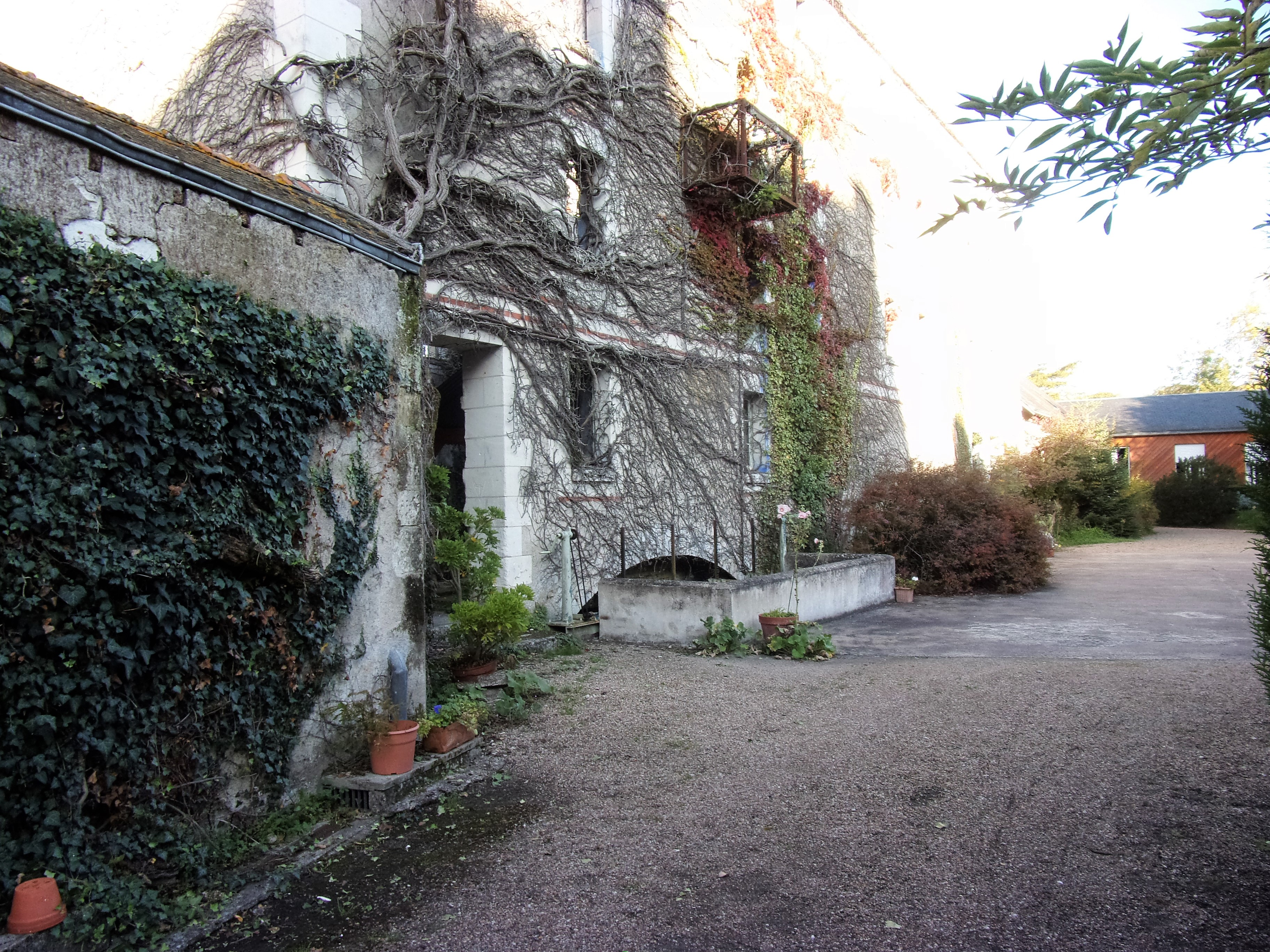
Moulin, façade est[Note 18].

#### Tuilerie
Les bâtiments d'une tuilerie (four, halle de stockage, habitation) sont construits en 1856 sur la rive gauche de l'Indre en aval du bourg pour exploiter des gisements d'argile situés à quelques centaines de mètres mais l'activité semble prendre fin en 1909, après plusieurs changements de propriétaires, avec le remaniement des installations. Face au stade de Cormery, l'ancien four délabré et sa voûte en berceau n'existent plus qu'à l'état de vestiges, intégrés à une construction moderne, et sont inscrits à l'inventaire général du patrimoine culturel. La voie la plus proche porte le nom de « rue de la Tuilerie ».

### Patrimoine gastronomique

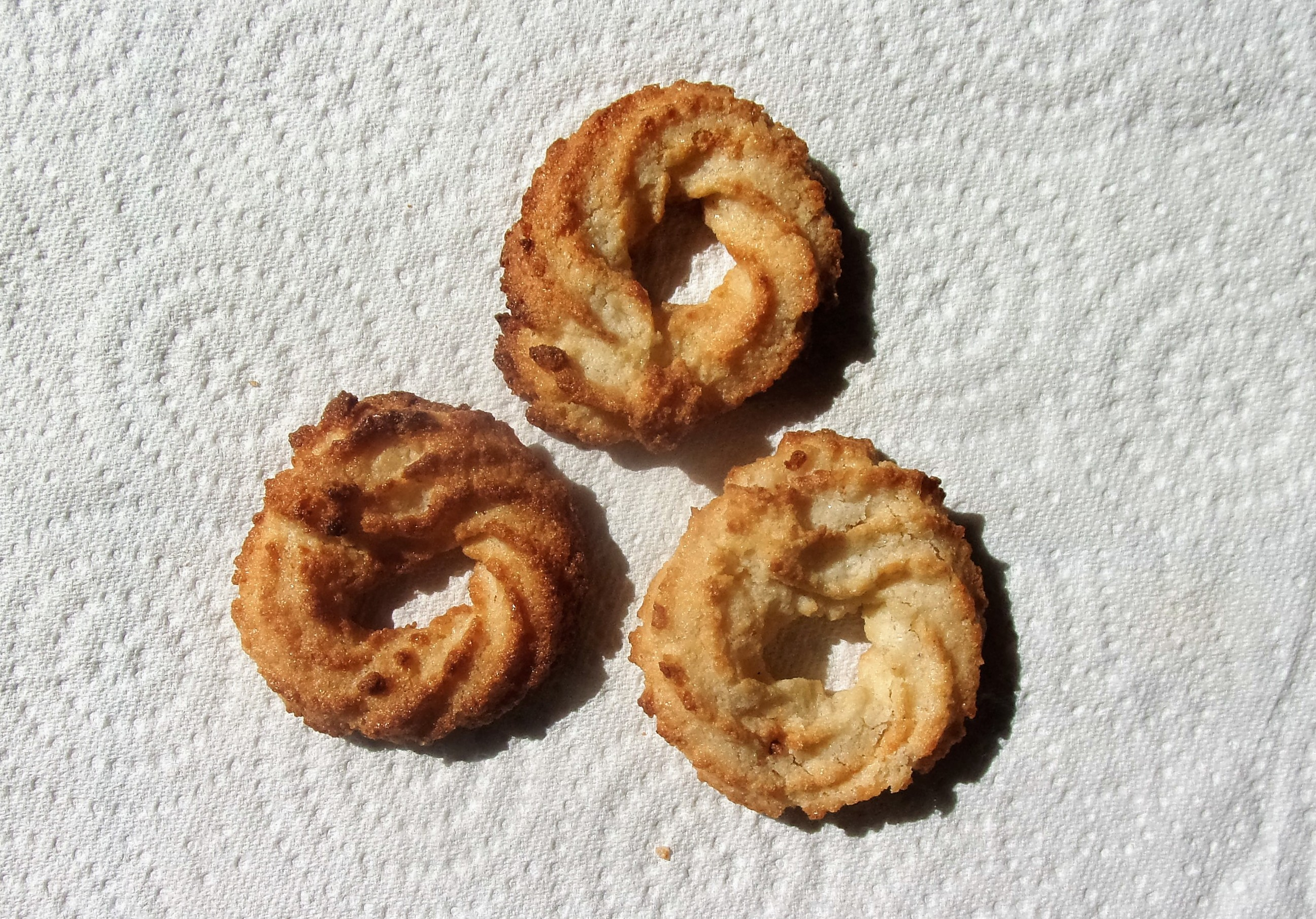
Macarons de Cormery.

#### Les macarons
Le macaron de Cormery est une pâtisserie confectionnée à base de poudre d'amande, de sucre et de blanc d'œuf. La particularité des macarons de Cormery réside dans leur forme : circulaires, ils sont percés en leur centre.

#### Autres spécialités culinaires
Cormery est intégrée à l'aire de production du fromage Sainte-maure-de-touraine, appellation d'origine protégée au plan européen et appellation d'origine contrôlée au niveau national. Bœufs du Maine, rillettes de Tours et 120 types de vins tranquilles ou effervescents peuvent bénéficier d'une indication géographique protégée s'ils sont produits sur le territoire communal.

### Cormery dans les arts
En 1877, J. Blancheton consacre plusieurs poèmes de son recueil Fleurs et pleurs, souvenirs de jeunesse à Cormery.
En 2015 et 2017, Marie-Ange Leurent publie chez Chanteloup-Musique deux recueils de petites pièces pour grand orgue intitulés Petit livre d'orgue de Cormery, vol I et vol II.

### Personnalités liées à la commune
| - Alcuin (au centre). - Paul Boyer. |

Ithier (†796), abbé de Saint-Martin, a créé la première communauté monastique de Cormery. Il a donné son nom à une rue du centre-bourg.
Alcuin (c. 730-804), abbé de Saint-Martin et chancelier de Charlemagne, a conforté les statuts et le rôle de l'abbaye Saint-Paul. Une rue et le collège de Cormery portent son nom.
Joachim Périon (1498 ou 1499-1559), prieur de l'abbaye Saint-Paul, humaniste, philologue et traducteur, est né et mort à Cormery. Il a compilé le cartulaire de l'abbaye, permettant de retracer précisément son histoire.
Paul Boyer (1864-1949), linguiste, est né à Cormery où il a habité une partie de l'ancienne abbaye (les anciennes cuisines, désormais « logis Paul-Boyer »).

### Héraldique et logotype

#### Blason
| Ancien blason de Cormery. | Les anciennes armes de Cormery se blasonnaient ainsi : De sable à un cormier d'or. Ces armes parlantes sont restées en vigueur jusqu'à l'adoption du nouveau blason retenu au XVIIe siècle par Denis Briçonnet pour l'abbaye.                                 |
| Blason actuel de Cormery  | Les armes de Cormery se blasonnent ainsi : Mi-parti : au premier d'or à l'aigle bicéphale de sable, au second d'azur aux trois fleurs de lys d'or ; à l'épée basse d'argent, garnie d'or, brochant sur la partition. Ces armes reprennent celles de l'abbaye. |

#### Logotype
|  | Les couleurs vert-jaune et brun chocolat du logotype symbolisent la nature et l'environnement d'une part, la terre et la pierre d'autre part. Quant à la lettre « O », elle rappelle la forme spécifique des macarons de Cormery. |